# 克罗地亚
克羅埃西亞共和國，通稱克羅埃西亞（發音：[xř̩ʋaːtskaː] ⓘ），是位於東南歐、地中海和中歐交會處的單一議會共和制國家，首都與最大城市為萨格勒布。克國將行政區劃分為20個縣與一個直轄市兼首都的萨格勒布，其領土面積為56,538平方公里。克羅地亞氣候多樣，同時具備大陸性與地中海型氣候，並於亞得里亞海沿岸擁有超過1000座島嶼。2023年克羅地亞人口約為385萬人，多數為克羅埃西亞人，自從克羅埃西亞由南斯拉夫獨立後至今該國如同大部分巴爾幹半島國家一樣人口持續減少。
克羅埃西亞民族自西元7世紀遷移到現在的克國領土生活，他們於9世紀時建立了兩個公國，後於925年由托米斯拉夫將其統一為王國，並成了第一位國王。其歷史是一連串與保加利亞第一帝國、拜占庭帝國和匈牙利王國的衝突，並與威尼斯競爭亞德里亞海東岸。該王國從10世紀開始在統治區域推廣克羅埃西亞語並因此與教宗發生衝突。11世紀後期克羅地亞試圖保衛其被拜占庭帝國侵犯的達爾馬提亞，此時王國在佩塔爾·克雷希米爾四世與德米特里乌斯·兹沃尼米尔（1075年-1089年）統領時期發展到鼎盛。公元1091年斯特凡二世去世，特尔皮米罗维奇王朝絕嗣，克羅埃西亞發生繼承內戰，直到1102年王位由匈牙利國王卡爾曼繼位，克羅埃西亞與匈牙利組成共主聯邦。1463年，鄂圖曼帝國征服了波士尼亞，對克羅埃西亞構成相當的威脅，隨後前者又繼續擴張，克羅埃西亞於是與鄂圖曼帝國展開近百年的抵抗戰爭。面對帝國的威脅，1527年，克國議會推選哈布斯堡王朝的奧地利國王——斐迪南一世為克羅埃西亞國王，隨後約四百年裡，克羅埃西亞的統治權在匈牙利與奧地利帝國之間多次易手。
1918年，第一次世界大戰結束，奧匈帝國解體，獨立出了包括克羅埃西亞領土在內的斯洛文尼亚人-克罗地亚人和塞尔维亚人国，這個短命的政權後來成為南斯拉夫王國。1941年4月，南斯拉夫王國被軸心國入侵，南斯拉夫戰役爆發，王國被德、義、匈牙利王國和保加利亞王國支解，納粹德國和義大利王國於當地包括波赫在內扶持了傀儡政權——克羅埃西亞獨立國。戰後，克羅埃西亞獨立國滅亡，克人成立共和國加盟「南斯拉夫聯邦人民共和國」，成為社會主義國家。1991年6月，克羅埃西亞宣佈自南斯拉夫聯邦獨立，其宣言於同年10月8日開始生效。隨後爆發與反對國家分裂的聯邦軍之間的戰爭，經過長達四年的戰事，克國取得了勝利，成為主權國家。
克羅埃西亞至今已是個極高人類發展指數的國家，國民擁有全民健康保險和免費的中小學教育，國家也積極透過企業和公家機關推展文化、媒體與出版產業。克國經濟以服務業為主，其次為工業和農業，國家也掌控了部份的經濟結構，並給予大量的財政支持。國際貨幣基金組織將該國列為新興發展中的經濟體，而世界銀行也將其評作高收入國家。克國最重要的貿易夥伴為歐盟，也因此自2000年起，克國政府開始大量投資基礎設施，特別是泛歐走廊一帶的交通線。克國同時也為聯合國、欧洲委员会、北大西洋公約組織、世界貿易組織、中歐自由貿易協定和地中海聯盟的成員國，2013年7月1日還加入了歐盟，成為其第28個成員國。克羅埃西亞也積極參與聯合國維和部隊事務，同北約駐軍於阿富汗，亦於2008至2009年擔任聯合國安理會的非常任理事國。2023年克羅埃西亞正式加入欧元区及申根区，同年亦被評為发达國家。

## 國名語源

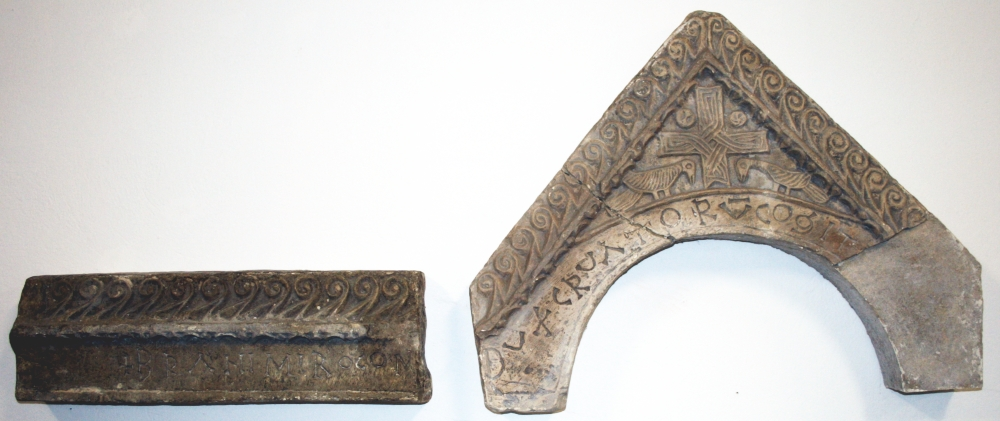
布拉尼米爾碑文

最早提及「克羅地亞」的紀錄是發現於本科瓦茨一帶的「布拉尼米爾碑文」，上頭以中世纪拉丁语記載著統治「Croātia」的君主——布拉尼米爾公爵，雖然現代金石学並沒有成功推出這個碑文的準確時間，但已知布拉尼米爾在879至892年期間統治克羅地亞:195-198。「Croātia」一詞則是發自於西斯拉夫語的「*Xrovat-」，該詞經由原始斯拉夫語的「*Xъrvatъ」（*Xarwāt-）或「*xъrvatъ」（*Xŭrvatŭ）音譯轉化而來:135。
此語的由來已不可考，但被認為是由哥德語或印度-雅利安语支流傳到斯拉夫部族後轉化的產物，而最早保留下來對克羅地亞民族的稱呼為「巴斯卡碑文」上所提及的「特尔皮米尔，克羅地亞人之王」（zvъnъmirъ kralъ xrъvatъskъ）一語:227-254。
第一份以拉丁文記述「克羅地亞」一詞的文獻則出自於西元852年特爾皮米爾大公的一份許可狀上，原件遺失已久，雖保有一份1568年製的副本，但也影響了它的可信度:27。中文翻譯方面，台灣翻譯為「克羅埃西亞」；新加坡、中国大陆以及港澳譯為「克羅地亞」。

## 歷史

### 古代到中世紀時期

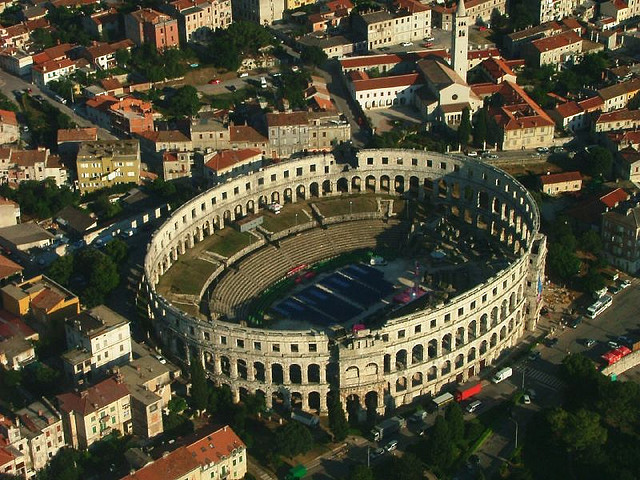
普拉競技場是羅馬帝國於克羅地亞的著名建設之一

現今的克羅地亞地域早在史前時期就有人居住，克國北部大量發現了時間可追溯至旧石器时代中葉的尼安德特人化石，以克拉皮納一地出土的最具代表性:197-202，在全國範圍內也找到數座新石器與紅銅時代文化遺址:93-122，以北部河谷一帶最為密集，大部分重要遺址，如斯塔爾切沃、福塞多爾與巴登文化等都發現於該區:25-40:43-48。鐵器時代則是以伊利里亞人的哈尔施塔特文化以及凯尔特人的拉登文化遺址為代表:79-100。
西元前8世紀，古希臘人開始向黑海、地中海、亞得里亞海沿岸各地殖民，他們第一批於建立起來的殖民地即伊利里亞人與利伯尼亚人居住的科爾丘拉島、赫瓦爾島:114、維斯島等地:115。西元9年，羅馬帝國征服了克羅埃西亞全境，設為「伊利里庫姆省」，西元10年，伊利里亞行省被分割為達爾馬提亞和潘諾尼亞兩部份。羅馬統治時間長達500年，期間建設了大量羅馬式道路來供大軍移防，一路橫貫了巴爾幹半島、連結黑海與愛琴海，帶給克國諸多羅馬文化，羅馬皇帝戴克里先還在西元305年退位時還在斯普利特建立了豪華的宮殿:335。
西元395年，羅馬分裂為東西兩帝國，克羅埃西亞一地被劃入西羅馬帝國範圍內。西元476年，西羅馬帝國滅亡，日爾曼民族東哥德人入侵原帝國領土，建立了東哥德王國，但後被東羅馬帝國所滅亡。之後有一支民族遷徙到了現在的克羅地亞，成了後來的克羅地亞人，並接受了拉丁人的文明與基督教信仰:2。不過關於這支民族的起源一直未有定論，最常提出的論點就是「斯拉夫說」與「伊朗說」，前者表示他們是在民族大迁徙期間自白克羅地亞地區（位於現在波蘭與捷克的一部份）遷來的斯拉夫民族——白克羅地亞人，而後者則主張克人來自伊朗，克羅地亞人的名稱「Hrvat」一詞非源於斯拉夫語，最早出現於西元520年前的波斯帝國文獻，據伊朗派的推測，很可能為阿拉伯的「Hrvat」部族征服了斯拉夫人，並強加於他們此一稱呼，同時自己也被斯拉夫化:43。

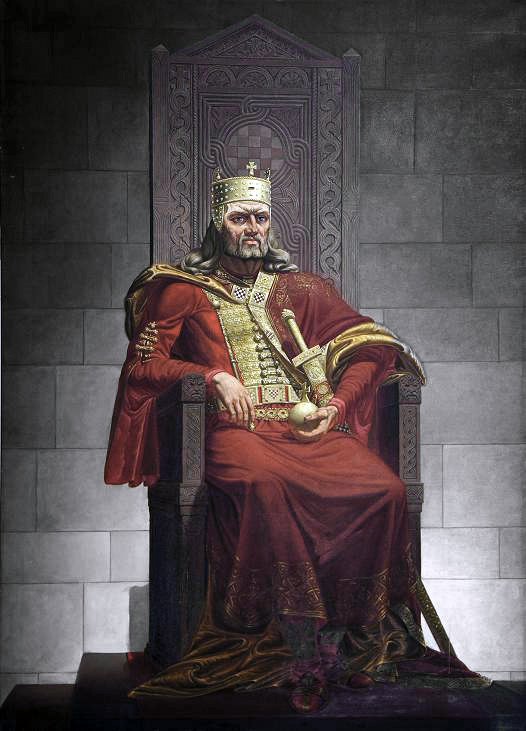
克國歷史上首位國王——托米斯拉夫畫像。在位期間克羅地亞統一約莫相當於現代的克羅地亞疆域，並將公國建設成強大王國

768至814年，法蘭克王國征服了巴爾幹半島，克羅地亞也因而被納為其藩屬國，後成立了兩個公國——潘諾尼亞與達爾馬提亞。然而隨著法蘭克王國國勢衰微、克羅地亞的勢力日益增強，後者越趨於獨立，最終法蘭克的統治權也隨著米斯拉夫大公於845年的退位而幾乎喪失殆盡:169-170。845至864年期間，特爾皮米爾大公建立了幅員廣大的克羅地亞國家，從公國轉為一個實質的封建制國家，儘管承認法蘭克王國的地位，但大公擁有克國完整的統治權，他在852年發表的憲章也是克國首次使用「克羅埃西亞」這個名稱的官方文件:2。法蘭克沒落後，拜占庭帝國再度征服克羅地亞，克國人民對於依從拜占庭的特爾皮米爾大公之子茲德斯拉夫十分不滿，隨後爆發政治動亂，茲德斯拉夫被趕下台，拜占庭的影響力也因此消失。879年，布拉尼米爾公爵上台，由於擁有教宗若望八世的支持，克羅地亞也因此成為真正獨立、受外國承認的主權國家，布拉尼米爾也成了第一位克羅地亞出身的統治者，世稱「克羅地亞的領袖」（Dux Croatorum）:195-198。
910年，托米斯拉夫登基。在他為時20年左右的統治期間，克羅地亞不僅取得達爾馬提亞和潘諾尼亞的統治權、擊潰了後來組成匈牙利的馬扎爾人和保加利亞人的入侵:281-290。托米斯拉夫成為克國歷史上的第一位國王，克羅埃西亞也就此從公國轉為王國。克羅地亞王國在11世紀下半葉的佩塔爾·克雷希米爾四世（1058至1074年在位）與狄米特流斯·茲沃尼米爾（1075至1089年在位）期間發展至巔峰:11-20。茲沃尼米爾後被人所暗殺，由斯捷潘二世繼任王位，而當後者於1091年逝世後，特爾皮米爾王朝就此終結。由茲沃尼米爾遺孀（匈牙利國王之女）聯合了匈牙利國王拉斯洛一世覬覦克羅埃西亞的統治權，後更因而出兵克國，為保有領土完整，克羅地亞於1102年以個人王朝的地位併入了匈牙利，由其國王卡爾曼一世統治:152-173，但仍保有相當大的自主權。
之後在12到16世紀長達400年的時間裡，克罗地亞王國同時受匈王指派的總督與克國自己的議會所管理。在此期間，東方的鄂圖曼帝國正崛起擴張，西方威尼斯人一直想奪取亞得里亞海沿岸的控制權，克羅地亞倍受威脅。時至1428年，威尼斯已獲得達爾馬提亞大部分地區的控制權，唯受鄂圖曼保護的杜布羅夫尼克例外（後來該市發展成了拉古薩共和國，成了當時亞德里亞海唯一能與威尼斯匹敵的城邦）。1463年，鄂圖曼征服了克國鄰近的波士尼亞全境，與克國相接壤，後對其發動侵略戰爭，於1493年的克爾巴瓦原野戰役與1526年的摩哈赤戰役中徹底打敗了克匈聯軍，匈王拉约什二世本人也在1527年死於摩哈赤。由於畏懼鄂圖曼的統治，克羅地亞貴族議會於1529年宣佈歸順奧地利的哈布斯堡王朝，承認斐迪南一世為新的克國統治者，作為交換，斐迪南一世必須對抗鄂圖曼帝國，同時要尊重克國人的政治權益:422-423。

### 哈布斯堡王政至奧匈帝國時期

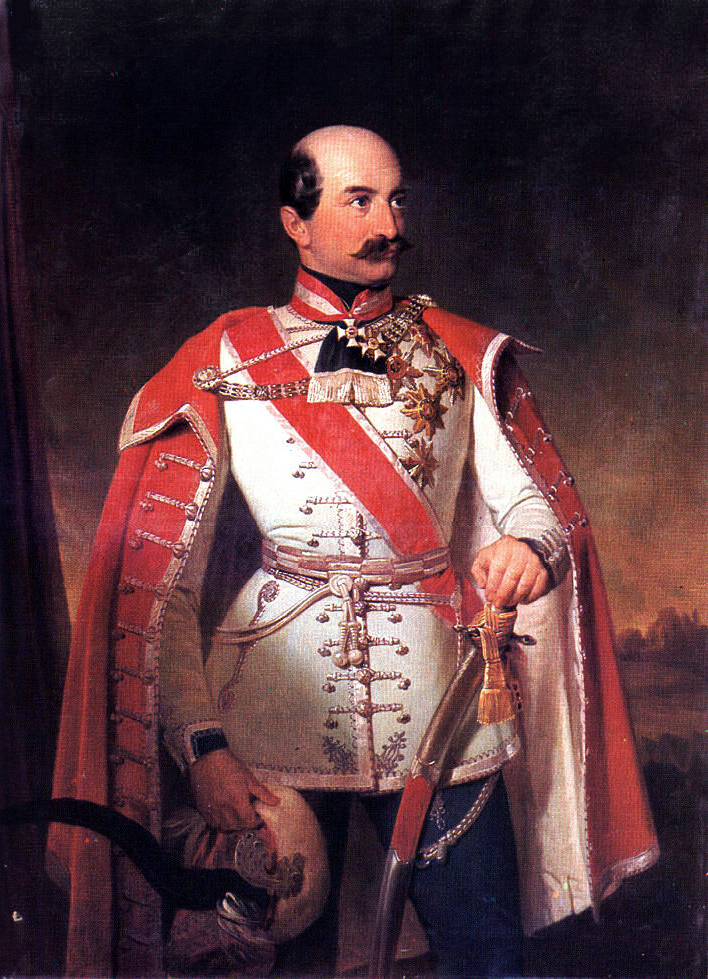
約瑟夫·耶拉契奇伯爵，為克羅地亞總督，於1848至1849年期間領導克人對抗匈牙利

由於鄂圖曼帝國軍的連捷勝利，奧地利當局於1538年將克羅地亞一分為二，分作平民區與駐軍區，後者由帝國政府派遣的軍事長官控制，居民都被武裝了起來、協助奧軍。1593年，鄂圖曼在錫薩克戰役中敗於克羅地亞，這是前者近百年來的擴張戰爭中遭受到最慘重的失敗之一，兩國在邊境地帶的力量也轉為均勢:422-423。連年與奧地利的戰爭使鄂圖曼帝國的國勢趨弱，在1667至1698年的「大土耳其战争」期間，奧軍收復了斯拉沃尼亚和大部分原克羅地亞領土，但僅剩波士尼亞仍在鄂圖曼控制之下:22-423，這個結果進而造成現在波克兩國的邊界劃分。南方的達爾馬提亞也同樣在第5與第7次鄂圖曼帝國—威尼斯戰爭中決定了其歸屬:409。與鄂圖曼的戰爭對克羅地亞的人口結構造成強烈的衝擊，許多克人移民到奧地利，現今奧國布爾根蘭州的克人即是當時移民者的後裔。為了取代這些逃亡的克人，哈布斯堡王室呼籲波士尼亞和塞爾維亞的東正教徒移入克國的駐軍區，特別是在1690和1737至1739年之間，塞爾維亞人遷入克國達到最高峰:62。在鄂圖曼撤軍後，這些居民並未離去，就成了日後克國境內的塞族聚集地——克拉伊納。
1789年，法國大革命爆發，隨後拿破崙崛起、向外擴張，奧地利也參與了反法戰爭，在1805年的第三次反法同盟戰爭中被法國打敗，被迫割讓部份伊斯特里亞、達爾馬提亞予法，拿破崙再將這些併入其從屬國意大利王國，引入法國法律進行改革，取消了貴族特權、納稅平等、促進教育，這段期間裡，克羅地亞經濟高度繁榮:60。1809年，第五次反法同盟戰爭爆發，奧軍再度戰敗，拿破崙取得整個伊斯特拉、薩瓦河右岸到烏納河之間的克羅地亞地區，設置了伊利里亞省控制其領土:422-423，用於封鎖中歐透過亞得里亞海和英國之間的聯繫。1813年，法軍已江河日下，奧軍重新佔領了伊利里亞省:60，在维也纳会议後再併回奧地利，後者便建立了達爾馬提亞王國，並將沿海地區重新劃給克羅地亞王國統治，而兩者皆臣服於哈布斯堡的統治之下:180。
1830與1840年代盛行的浪漫民族主義令克羅地亞民族主義重新復甦，催生出高唱統一哈布斯堡帝國內南部斯拉夫民族的「伊利里亞運動」，並透過克羅地亞著作和文化的傳播，使克羅地亞語成為一種標準語言，用以對抗匈牙利语:6-17。1848年，帝國內匈牙利地區爆發革命，克羅地亞人選擇與奧地利站在同一陣線，並於1849年一同打敗了匈軍，隨後，克羅地亞進入了一段日耳曼化時期:13-27。1860年代，奧地利由於政治上的疲弱，被迫通過「1867年奧匈折衷方案」來與匈牙利王国成立「共主邦聯」的二元帝國——「奧匈帝國」，其中克羅地亞地區被劃給了匈牙利管理，地位根據1868年發布的《克羅地亞匈牙利妥協協議》制定，克羅地亞王國和斯拉沃尼亞再度統一，達爾馬提亞王國則實際上由奧地利控制，里耶卡則保持著獨立個體的狀態。在奧匈帝國根據《柏林條約》吞併波赫兩省後，克國駐軍區也跟著被廢除，並於1881年根據《克羅地亞—匈牙利協議》回歸克羅地亞控制:422-423:931-971:159-172。奧匈帝國內部以法蘭茲·斐迪南大公為首推行將國家改為實質聯邦制的構想，克羅地亞也將成為其中一個聯邦單位，但這些努力隨著斐迪南大公遇刺身亡和第一次世界大戰爆發而終止:231。

### 第一次世界大戰與南斯拉夫王國

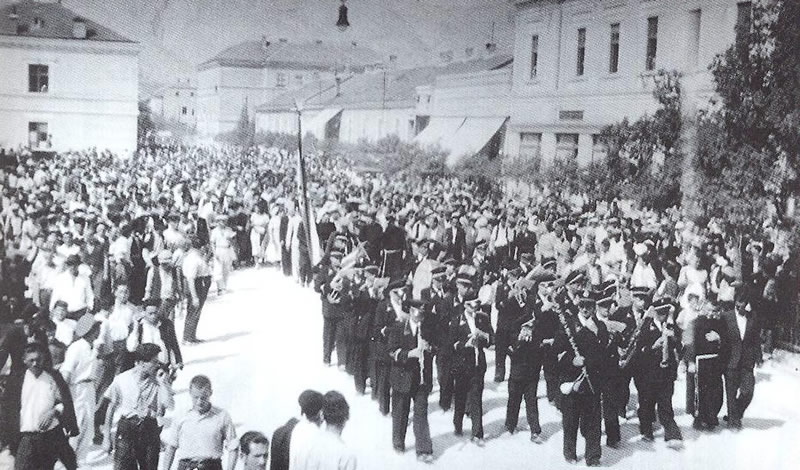
1925年，克羅地亞農民黨主席拉迪奇領導克人爭取自治權、上街遊行的場景

1914年夏，第一次世界大戰爆發，奧匈帝國動員的700萬軍隊中有50萬克羅地亞人，後者曾在西線、意大利、巴爾幹和東線作戰:452, 460，付出了137,000名士兵、109,000名平民死亡的損失，包括戰事的傷亡、各種流行病與飢荒。1918年10月29日，克羅地亞議會宣佈自奧匈帝國獨立，並聯合成立為斯洛文尼亚人-克罗地亚人和塞尔维亚人国，同年12月4日，該國與塞爾維亞王國建立了聯盟，後改建為一個統一的王國——塞爾維亞人、克羅地亞人和斯洛維尼亞人王國:1286。
不過，在新獨立國家中的塞爾維亞人推行大塞爾維亞主義的霸權政策，從政府機關到宗教部門，克羅地亞人都受到歧視與排擠。1921年時，國家通過《維多夫丹憲法》，規定國家實施中央集權體制、不承認南斯拉夫存在不同的民族，取消了克羅地亞人的自治權，這受到長久以來提倡國家施行聯邦制的克國人和斯洛維尼亞人的反對，其中反對最大力的是斯捷潘·拉迪奇領導的克羅埃西亞農民黨:452-470。令克人和王國政府關係更為緊張的是1928年6月20日，發生了塞爾維亞議員在國民議會上對拉迪奇開槍射殺的事件，引爆萨格勒布的學生、工人、市民大規模示威遊行，在與警察衝突的過程中又有三名學生被打死，場面更為混亂，最終導致王國的攝政王亞歷山大一世於1929年1月6日發動政變，廢除憲法、解散國民議會、取消所有政黨，建立了個人獨裁統治:203-218，欲運用鎮壓方式撲滅本事件。
南斯拉夫王國政府的獨裁統治令克羅地亞人強烈不滿，權利黨主席安特·帕韦利奇也因此認定透過談判無法達成目標，需以武裝鬥爭的方式來建立一個獨立的克羅地亞國家，便輾轉於他國取得物質支援，建立了非法極端民族主義組織——克羅地亞護國軍（後改名為「烏斯塔沙」），在當局鐵腕鎮壓後，烏斯塔沙旋即逃往和南斯拉夫關係不好的意大利王國，潛伏等待時機。亞歷山大的獨裁於其在1931年頒布新憲法時終止，該法再度宣布南斯拉夫只存在一種民族的說法，並以此讓國家組織由單一民族掌握合法化，同時也將國名自「塞爾維亞人、克羅地亞人和斯洛維尼亞人王國」改為「南斯拉夫王國」:9。繼承拉迪奇黨主席職位的弗拉特科·马切克也繼續領導農民黨，提倡南斯拉夫聯邦化，經過長期的協商，南斯拉夫首相拉吉沙·茲韦特科維奇與馬切克達成協議，於1939年8月27日簽署《茲韦特科維奇–馬切克協議》，允許建立擁有高度自治權益的克羅地亞省。南斯拉夫中央政府保留控制國防、國內治安、外交、貿易和運輸的權力，其餘事務都交給了克羅地亞的議會處置:121-123。

### 第二次世界大戰

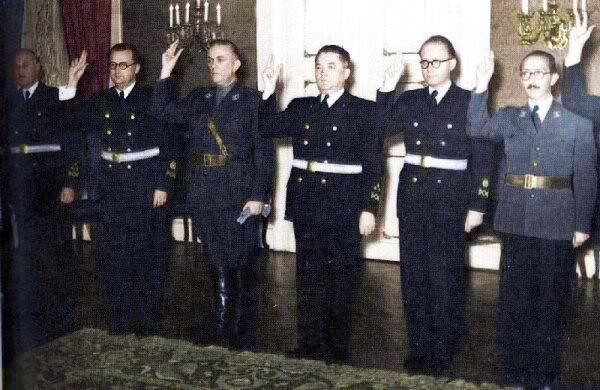
1941年4月，納粹德國扶植的克羅地亞獨立國傀儡政權，圖為烏斯塔沙高級官員宣誓就任的場景

1941年4月，南斯拉夫被捲入第二次世界大戰，德國和意大利出兵巴爾干半島，隨後联合盟友匈牙利王國及保加利亞王國進攻南斯拉夫，隨後遭到支解，旧有克羅地亞省、波士尼亞地區和斯雷姆等地被組成了服從納粹德國和意大利的傀儡政權——克羅地亞獨立國。其中意大利王國迫使克羅地亞簽署條約割让了部份的達爾馬提亞地區，匈牙利也取得了巴蘭尼亞的北克羅埃西亞地區與梅吉穆列縣等土地，保加利亞則分得了馬其顿大部份领土。:153-156。
5月羅馬條約簽訂後，意大利王子艾蒙內公爵被任命為形成上的克羅地亞國王並成為義大利的保護國。克羅地亞領導人安特·帕韋利奇與其領導的法西斯組織烏斯塔沙接掌了獨立國的控制權，實施恐怖統治，對猶太人展開迫害、將塞爾維亞人與羅姆人關押到集中營進行種族清洗式的屠殺（尤其著名者為雅瑟諾瓦和斯塔拉·格拉迪斯卡集中營:157-174）。據估計，克國在戰前有著39,000名猶太人定居，戰後僅9,000人倖存，多已被克國當局或德軍殺害，要不就是被驅趕到德國:149-150。其中有一個位於帕島的集中及滅絕營於1941年8月因污染當地水源及對待受害者的手段太殘酷被當地意大利駐軍強制關閉。
軸心軍佔領後不久，南國境內即出現了抵抗運動，分別在德國、保加利亞佔領區及意大利佔領区，其中克羅地亞独立國境內最多。1941年6月22日，「第1錫薩克游擊支隊」於克羅地亞的錫薩克一地成軍，為德軍在南斯拉夫、乃至歐洲佔領區第一支反法西斯抵抗運動軍事單位:441-442，這一天後來也成了克羅地亞的「反法西斯戰爭紀念日」:81。日後出現了由克羅地亞人约瑟普·布罗兹·铁托所領導的共產黨多民族反抗軍——「南斯拉夫人民解放軍」。這支部隊在戰火中迅速成長，後來在1943年12月的德黑蘭會議中獲得同盟國的承認:323-349。
蘇聯軍在佔領了羅馬尼亞王國及保加利亞王國後開始協助反抗軍，並得到了盟軍對裝備、後勤、訓練、空中力量的支持，人民解放軍同後者於1944年發動了貝爾格勒攻勢，打敗了德軍，控制南斯拉夫全境，並在1945年5月推進到了德國本土奧地利地區和意大利國界，後於「布雷堡遣返事件」中屠殺了數千名烏斯塔沙戰俘和克羅地亞難民。
1942年11月26日，為決定戰後南國命運，南斯拉夫共產黨與其餘反抗勢力組成「南斯拉夫反法西斯人民解放委員會」，得到戰後以民族平等為基礎上的聯邦制國家之共識，也因此在第一次會議結束後，各地區之民族創建各自的「反法西斯人民解放委員會」，克羅地亞為最早建立該會的地區。1943年6月13日，「克羅地亞反法西斯人民解放委員會」誕生，宣稱成為克羅地亞人民的最高政治機構:151。1945年4月14日，克羅地亞民族政府成立，大部分成員為共產黨人；5月8日，人民解放軍開進獨立國首都萨格勒布，宣佈克羅地亞獨立國滅亡:82。
總計下來，共約有47萬克羅地亞人參加了人民解放戰爭，其中有23萬人配有武裝:81。至少有50萬塞爾維亞人在二次大戰中被獨立國的烏斯塔沙所殺:131，而克羅地亞人（包括武裝反法西斯或是與軸心國合作者）也有約20萬人死亡:106-111。

### 南斯拉夫共和國至獨立

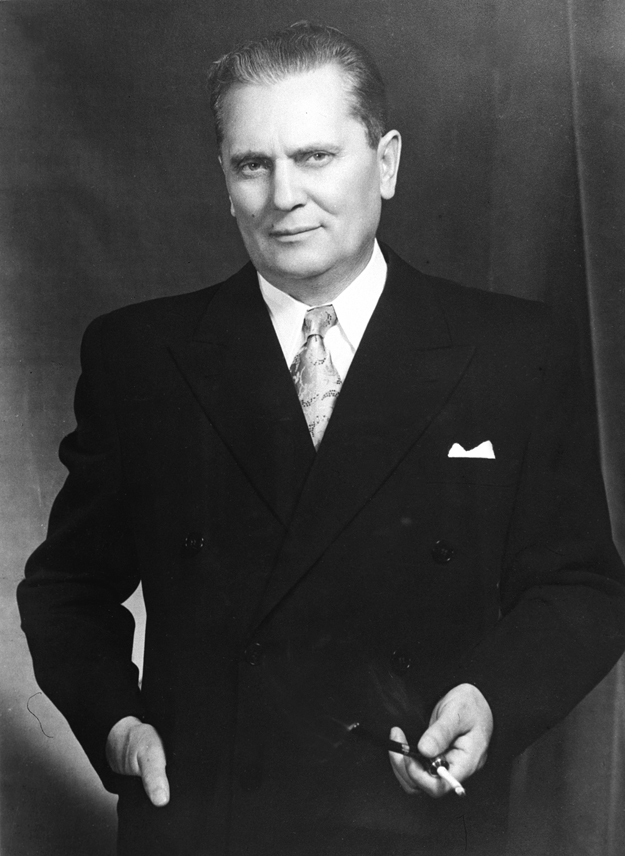
克羅地亞出身的南斯拉夫領導人——約瑟普·布羅茲·铁托

二次大戰結束後，克羅地亞以社會主義共和國的身份加入「南斯拉夫聯邦人民共和國」，再度成為南斯拉夫的一部分，由「克羅埃西亞共產主義者聯盟」主政，實行一黨專制，铁托為國家最高領導人。然而自從蘇聯與南斯拉夫交惡後，原仿效蘇聯體制的南斯拉夫一改原有的中央集權政府結構，開始積極將權力下放，經濟也走上頗富彈性和積極性的「工人自治」模式；也因此在1953至1963年，克羅地亞與南斯拉夫其他地區一樣，歷經了一段平穩發展的時期:84。
然而隨著時間的推移，南斯拉夫社會出現了中央與地方的利益矛盾，而後更是升級為民族問題，克羅地亞人和聯邦內人口最多的塞爾維亞人也因為二戰彼此的迫害而存在著仇視，廣佈於經濟、宗教、文化等層面，也因此要求更大的自主權。聯邦採取的應對方式是以「分裂國家」之名拒絕克國人的要求，相關人員也遭到懲處，更加深克人的不滿，部份激進者甚至發起恐怖行動。
1971年，克羅地亞發生了「克羅地亞之春」事件，三萬多名克羅地亞大學生罷課，要求聯邦修憲、允許克羅地亞擁有自己的軍隊和支配其經濟的權力，而聯邦政府以鎮壓方式處理，黨內高層遭到清洗，多名參與者被捕入獄、開除出黨。即使如此，铁托為安撫情勢，還是在1974年發布新憲法，允許各共和國更多的自治權，這一定程度上也達到了「克羅地亞之春」運動的目標，也為後來克羅地亞脫離聯邦獨立提供了法源依據:36-65。
1980年代，南斯拉夫社會主義聯邦共和國內長期累積的各種弊端接連爆發，不但先後遭逢嚴重的經濟危機和科索沃動亂，80年代末又發生了東歐民主化革命。塞克兩民族各持不同態度應對，克羅地亞要求獨立作主、脫離聯邦，並採取了撤回聯邦軍隊的部份克人、停繳政府預算、示威等行動，；塞爾維亞則提倡維持聯邦的統一性，要求聯邦收回下放給各共和國的權力。
自威望崇高的狄托於1980年5月4日去世後，政府對局勢逐漸喪失了控制力；1990年1月，南斯拉夫執政黨「南斯拉夫共產主義者聯盟」召開會議，克羅地亞正式要求重組聯邦，將政體改為一個各共和國間更為鬆散的聯邦:21-33，但遭到塞爾維亞、黑山、馬其頓的反對，克羅地亞代表因而宣佈無限期退出代表大會。同年，克羅地亞舉行了首次的多黨選舉，強硬主張獨立的弗拉尼奧·图季曼獲勝，更加提高了局勢的緊張。克國境內的塞爾維亞人認為自己將淪為同當年二次大戰時被烏斯塔沙迫害的對象，因而選擇離開克羅地亞議會，宣稱將自組「塞爾維亞克拉伊納共和國」、脫離克罗地亞而獨立:272-278。1991年6月，克羅地亞正式宣佈從南斯拉夫獨立，其法律效力自同年10月8日起生效。

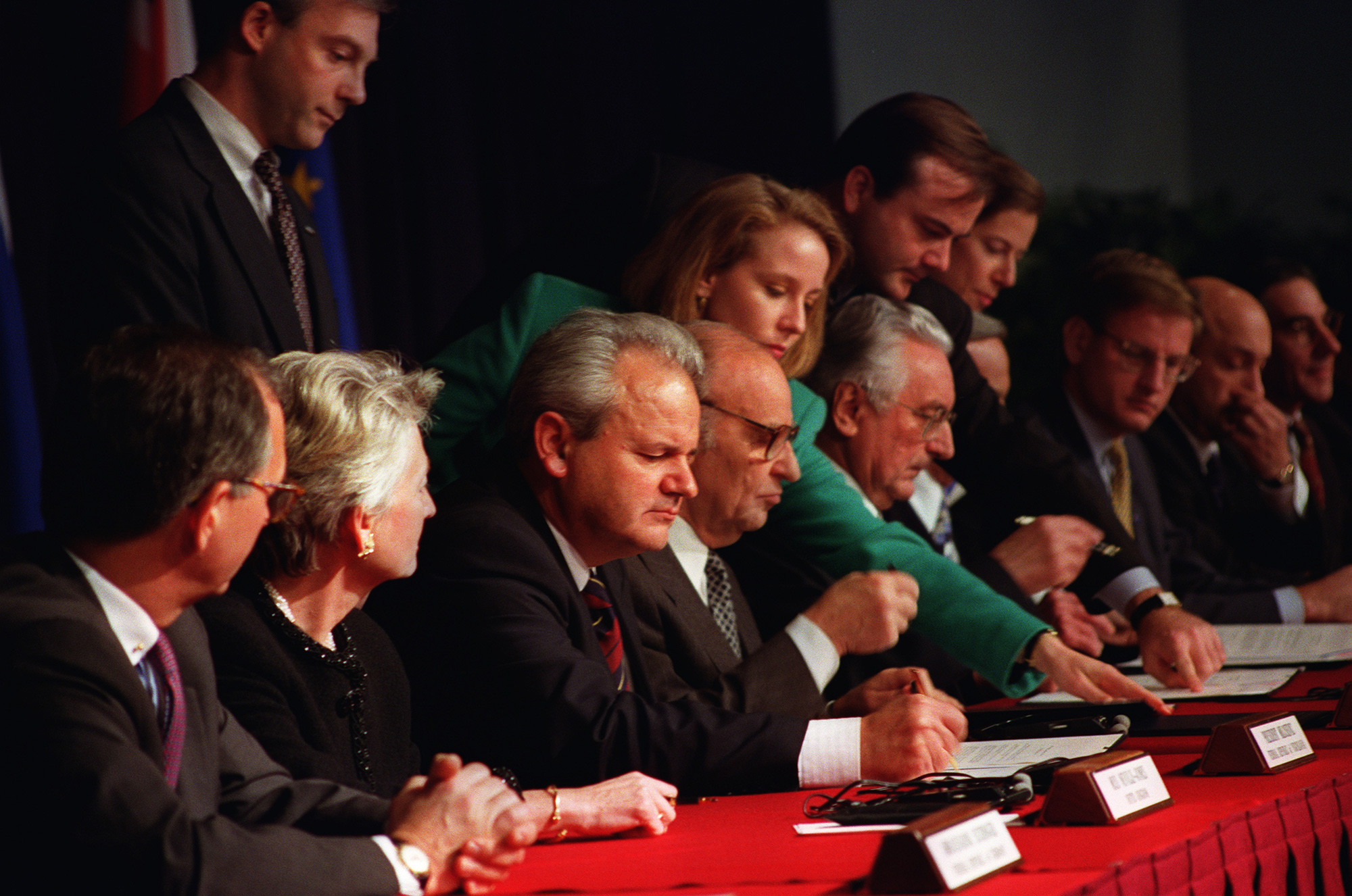
前南斯拉夫聯邦各共和國領袖於美國簽署《代頓協議》，克羅地亞就此從南斯拉夫內戰脫身

獨立宣言後，南斯拉夫人民軍及塞族的準軍事部隊與克羅地亞部隊的武裝衝突逐漸升級，最終在1991年末引爆了克羅地亞的獨立戰爭，戰爭爆發後，克羅地亞當局控制的實際領土僅原有的三分之二。
1992年1月15日，克國的獨立得到欧洲经济共同体的承認，隨後聯合國也於1992年5月22日接納克國為成員國。在聯合國調停介入下，克國境內的戰事逐漸平息，但克羅地亞政府與塞族獨立政權的問題一直無法解決。為了鞏固獨立成果與結束戰爭，克軍動員10萬大軍於1995年8月發動「風暴作戰」，迅速瓦解了「塞爾維亞克拉伊納共和國」政權，結束其境內的軍事對抗。1995年11月，克國與塞族政權簽訂《阿爾杜特協議》，年底又簽訂《代頓協議》結束與聯邦軍在原南斯拉夫其他地區的戰事，收復大部分的失地。1998年1月15日，聯合國駐克羅地亞行政當局將權力正式移交克國政府:424，克羅地亞正式完成了全國統一。
獨立戰爭結束後，图季曼以將克國建設成現代化歐洲國家為目標展開轉型，包括與前南斯拉夫共和國關係逐步正常化、爭取加入北大西洋公約組織和歐洲聯盟、權力融入中歐的經濟和文明體制，卻遭逢一系列的障礙，不僅在私有化過程有大量腐敗案件，又受到外國金融危機和科索沃戰爭的影響，國內經濟大幅衰退，在國際上也呈現半孤立狀態，人民因而對執政長達十年的「克罗地亚民主联盟」漸感失望。1999年12月10日，图季曼因病去世，克羅地亞民主聯盟的時代已跟著結束:426-428。
2000年初，克國成立了由斯捷潘·梅西奇總統與伊維查·拉昌總理為首的中間偏左新政權。梅西奇承襲图季曼的外交政策，並於2000年11月30日加入了世界貿易組織，但在國內進行大刀闊斧的改革，嚴查貪污腐敗、消除官僚主義、解決失業問題，提供外國一個安全可靠的投資環境，克羅地亞的經濟因而快速成長，於2002年增長率達5.2％，為歐洲國家中速度最快的一個:429。

## 地理

### 地形

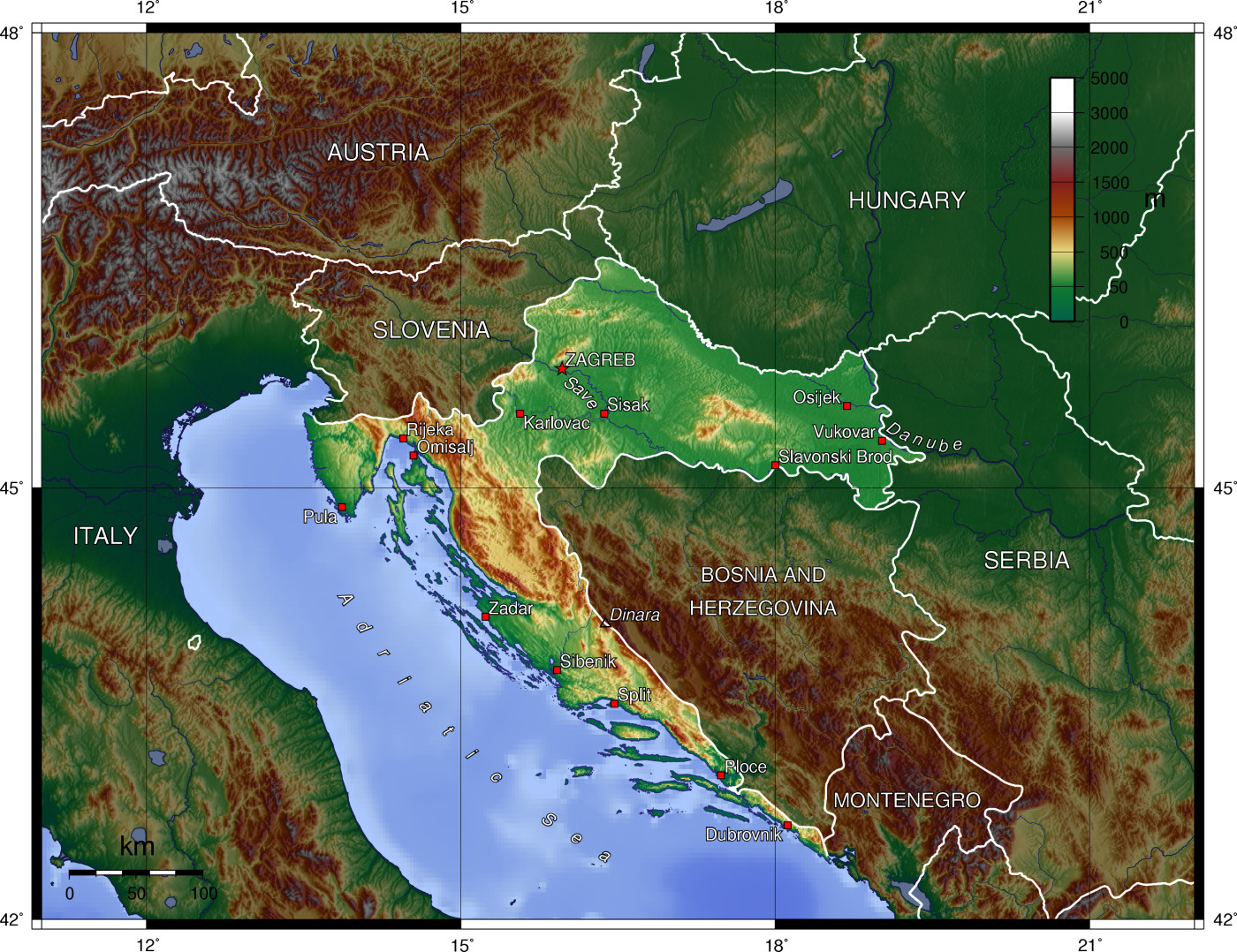
克羅地亞地形圖

克羅地亞地處中歐與東南歐之交，輪廓近似殘月形，國土面積為56,594平方公里，包括56,414平方公里陸地面積和128平方公里的水域面積，領土總面積排名世界第127位，陸地邊界全長2,028公里，海岸線則為1777.3公里（陸地）和4,058公里（島嶼）:2。克國於東北方與匈牙利（邊界長329公里）、東方與塞爾維亞（邊界長241公里）、東南方與波斯尼亚和黑塞哥维那（邊界長932公里）、蒙特內哥羅（邊界長25公里）、西北方與斯洛維尼亞（邊界長501公里）等國接壤:1-2，西南方瀕臨亞得里亞海，領土介於北纬42度到47度、东经13度至20度線之間。克國地處最南方的領地——杜布羅夫尼克被波士尼亞赫塞哥維納的出海口内乌姆所分隔，成了一塊飛地:27。2007年，克罗地亚开始兴建佩列沙茨大桥来连接克罗地亚最南端的大陆与杜布罗夫尼克附近的佩列沙茨半岛。2022年7月26日，大桥正式通车。
克國領土可以大致分作平地區、山區和沿海區三個地理區域，平原約佔全國面積49％，屬潘諾尼亞平原西南部，由斯拉沃尼亞和巴蘭尼亞以及中克羅地亞平原組成:8。山區則約佔全國面積20％，主要為從西北向東南延伸的狄那里克阿尔卑斯山，位於亞得里亞海岸線上，最高峰為狄納拉峰，標高1831公尺，與波赫相接壤，該地區有大量的喀斯特地形（此種地形約佔全國面積的一半），形成許多溶溝、漏斗、豎井、落水洞、溶洞、岩溶窪地、坡立谷和侵蝕平原，單以豎井的數量和密度而言，克羅地亞在歐洲國家中名列前茅:9。沿海區則是狄那里克阿尔卑斯山至亞得里亞海的西南部地區，由北部的伊斯特拉半島、中部的大量島嶼和南部的杜布羅夫尼克組成，此區海岸曲折、港灣眾多，佔全國面積31％，克國共擁有超過1185座島嶼（其中僅47座有人長期居住:2），故有「千島之國」的雅稱:29:10，最大島嶼為茨雷斯與克爾克島，兩者面積同為405.78平方公里:10。
克國的河流分屬亞得里亞海與黑海兩大水系，前者的主要河流有茲爾馬尼亞河、克爾卡河、采蒂納河，後者則有歐洲第二大河多瑙河、德拉瓦河與薩瓦河為代表。在克國的河流中，采蒂納河與克爾卡河以落差大、水流湍急的瀑布聞名，也因而設置了數座大型水力發電站:12。克國沒有大湖，面積大於10平方公里的僅有5座，而最有名的湖是普利特维采湖，又名「十六湖」，因以16個相互連結的天然湖泊組成而聞名。由於湖水有大量含碳酸鈣的石灰岩沉積物，普利特维采湖的水質呈薄荷綠、灰色或藍色，形成獨特的自然生態景觀:13。克國的天然資源主要有斯拉沃尼亞布羅德與梅吉穆列縣一帶的石油和天然氣、扎戈列、斯拉沃尼亞和德拉瓦河流域的褐煤、伊斯特拉半島、帕島、拉布島和達爾馬提亞的鋁礬土、拉沙的煤礦等，其他還有少量泥灰石、鐵礦、鈣、石膏、天然瀝青、矽、雲母、粘土、鹽、錳、石墨等，水力資源亦十分豐富:15。

### 生態

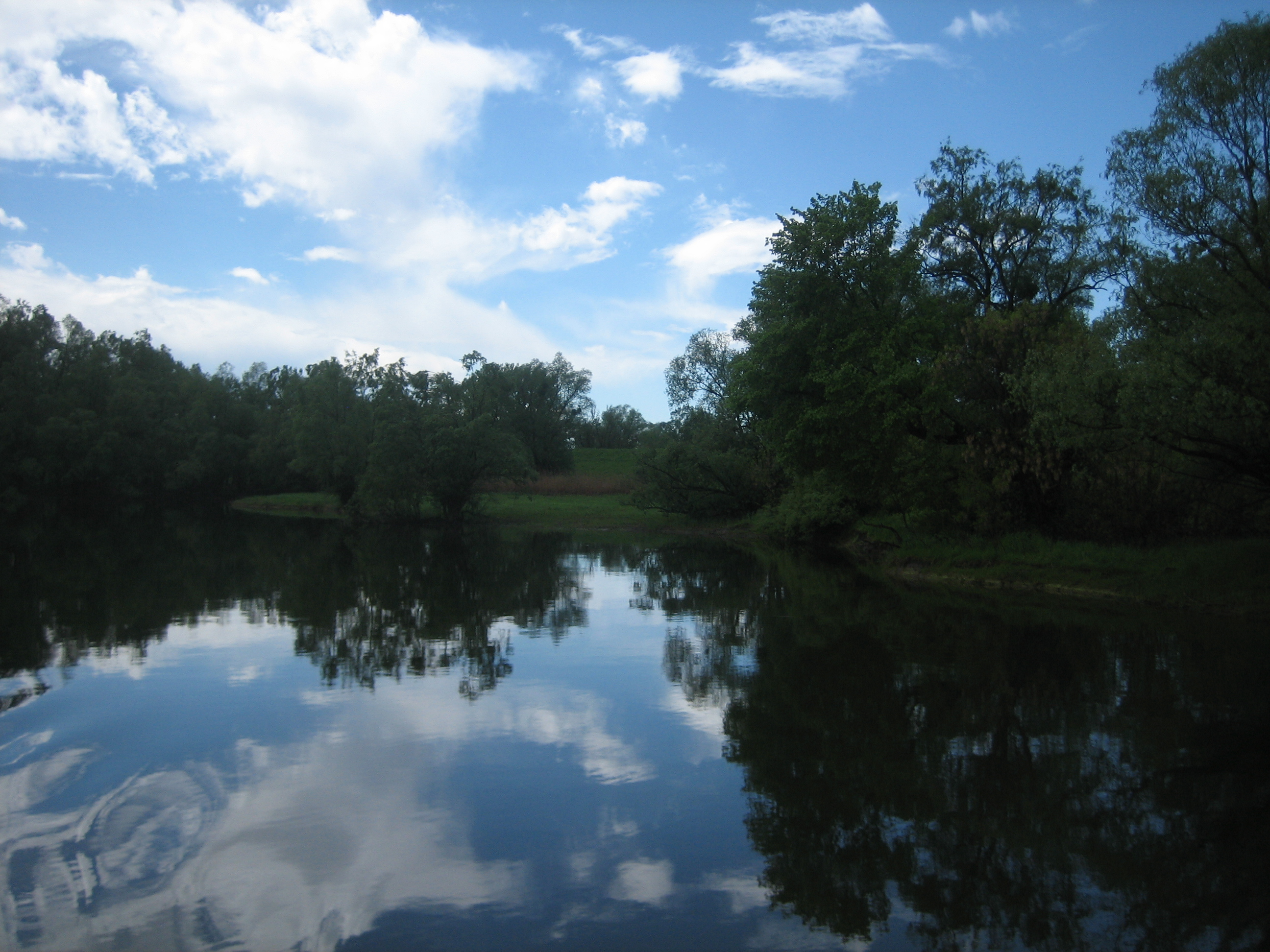
克拉斯基利特自然公園，是歐洲最大的湿地之一

因氣候地形條件的差異，克羅地亞有多種類型的生態區，是歐洲生物多樣性最豐富的國家之一，可分作四種生態區：亞得里亞海沿岸與內腹地的「地中海區」、涵蓋大部分利卡和戈爾斯基科塔爾的「阿爾卑斯區」、德拉瓦河和多瑙河流域的「潘諾尼亞區」以及其餘的「大陸區」。克國的喀斯特地形也形成特殊的生態棲息地，如茲爾馬尼亞河和克爾卡河的峡谷和石灰華，以及超過7000個洞穴，有些還棲息著唯一已知的穴居兩棲類脊椎动物—洞螈。克羅地亞境內也有面積2,688,000公頃（6,640,000英畝）的疏林，約佔國土的47.5%:31，其他棲息地類型還有濕地、草原、沼澤、沼澤、叢林、沿海和海洋棲息地。
在植物地理學上，植物區系分區的單位由上而下依次為界、區、省，克國植物被劃分於泛北極植物界（Boreal Kingdom）下面的二個植物區內，分別屬於環北極植物區（Circumboreal Region）下的伊利里亞植物省（Illyrian province）與中歐植物省（Central European province），及地中海植物區（Mediterranean Region）下的亞得里亞植物省（Adriatic province）。目前已知37,000種生物棲息於此，而實際總數估計應有50,000到100,000種，單單在2000至2010年十年間就約有400種新發現的无脊椎动物。克國還有超過1,000種的特有種生物，特別是在韋萊比特、拜沃克沃山、亞得里亞海島嶼和喀斯特河內。當前克國自然生態面臨的最大威脅是生物棲息地的惡化、消失和外來種的入侵，如杉葉蕨藻，這種水藻還被定期監控和防治，以保護當地的底棲生態。目前克國有1,131種生物立法保護，並有9種原生生物處於瀕危和極危的狀態。
克羅地亞目前設有449個自然保護區，佔國土面積8.54％，包括8個國家公園、2個嚴格自然保留區和11個自然公園:37，其最有名和最悠久的國家公園是普利特維采湖群國家公園，也是聯合國教科文組織指定的世界遺產。韋萊比特自然公園則是聯合國教科文組織的「人與生物圈計劃」的一部分，嚴格自然保留區、特別保留區、國家公園和自然公園由中央政府直接管理和保護，而保護區則由各縣政府負責。2005年，克國採行了「國家生態綠網」政策（National Ecological Network），作為加入歐盟自然保護計畫「自然2000」準備的第一步:23。

### 氣候
| 城市               | 平均溫度（單日高溫） | 平均溫度（單日高溫） | 平均溫度（單日高溫） | 平均溫度（單日高溫） | 平均總雨量 | 平均總雨量 | 平均總雨量 | 平均總雨量 | 平均總雨量 | 平均總雨量 |
| 城市               | 一月                 | 一月                 | 七月                 | 七月                 | 一月       | 一月       | 一月       | 七月       | 七月       | 七月       |
| 城市               | °C                   | °F                   | °C                   | °F                   | 毫米       | 英吋       | 下雨天數   | 毫米       | 英吋       | 下雨天數   |
| ------------------ | -------------------- | -------------------- | -------------------- | -------------------- | ---------- | ---------- | ---------- | ---------- | ---------- | ---------- |
| 杜布羅夫尼克       | 12.2                 | 54.0                 | 28.3                 | 82.9                 | 95.2       | 3.75       | 11.2       | 24.1       | 0.95       | 4.4        |
| 奧西耶克           | 2.6                  | 36.7                 | 28.0                 | 82.4                 | 45.5       | 1.79       | 12.2       | 60.8       | 2.39       | 10.2       |
| 里耶卡             | 8.7                  | 47.7                 | 27.7                 | 81.9                 | 134.9      | 5.31       | 11.0       | 82.0       | 3.23       | 9.1        |
| 斯普利特           | 10.2                 | 50.4                 | 29.8                 | 85.6                 | 77.9       | 3.07       | 11.1       | 27.6       | 1.09       | 5.6        |
| 札格瑞布           | 3.1                  | 37.6                 | 26.7                 | 80.1                 | 48.6       | 1.91       | 10.8       | 81.0       | 3.19       | 10.9       |
| 來源：世界气象组织 |                      |                      |                      |                      |            |            |            |            |            |            |

克羅地亞國土大部為溫暖而多雨的温带大陸性氣候，每月平均氣溫介於攝氏零下3度（1月）至攝氏18度（7月）之間，最冷的地帶為利卡和戈爾斯基科塔爾的海拔1200公尺高的山上，而狹長的近亞得里亞海沿岸區域則受到海洋的調和，為溫暖的地中海型氣候，也因此，克國越靠近內陸地區，季節溫差越是明顯。據資料，克國於1919年2月3日在查科韋茨曾達到攝氏零下35.5度的最低紀錄，而於1950年7月5日的卡爾洛瓦茨有過攝氏42.4度的最高溫紀錄:42。
基於上述，可以將克國分為三個氣候區：北部，潘諾尼亞平原時有著大陸性氣候特徵的強降雨，夏季炎熱、冬季寒冷。中部地區，以狄那里克阿尔卑斯山脉為中心，有著高山氣候的特徵，夏天短又涼爽、冬天漫長且嚴寒。南方地區，亞得里亞海沿岸屬地中海氣候，夏季炎熱乾燥、冬季涼爽、多雨。
根據地理位置和氣候的差異，克羅地亞的年平均降雨量約在600毫米和3500毫米和當時的氣候類型之間，低降雨量多紀錄於外島（維斯島、拉斯托沃島、比舍沃島、斯韋塔茨島）和斯洛文尼亞東部，高者則多發生於生長季，最大降雨量則在迪納拉山和戈爾斯基科塔爾一帶:42。克國內陸常有溫和的東北或東南向盛行風，沿海則由各地區域狀況有所差異，冬季風速較高，通常是布拉風或西洛可風。克國外島的日照時間極長，赫瓦爾島和科爾丘拉島每年光照時間超過2700個小時，而亞得里亞海南北岸平均和斯洛維尼亞每年也有約2000小時的光照時間:43。

## 政治

### 政府

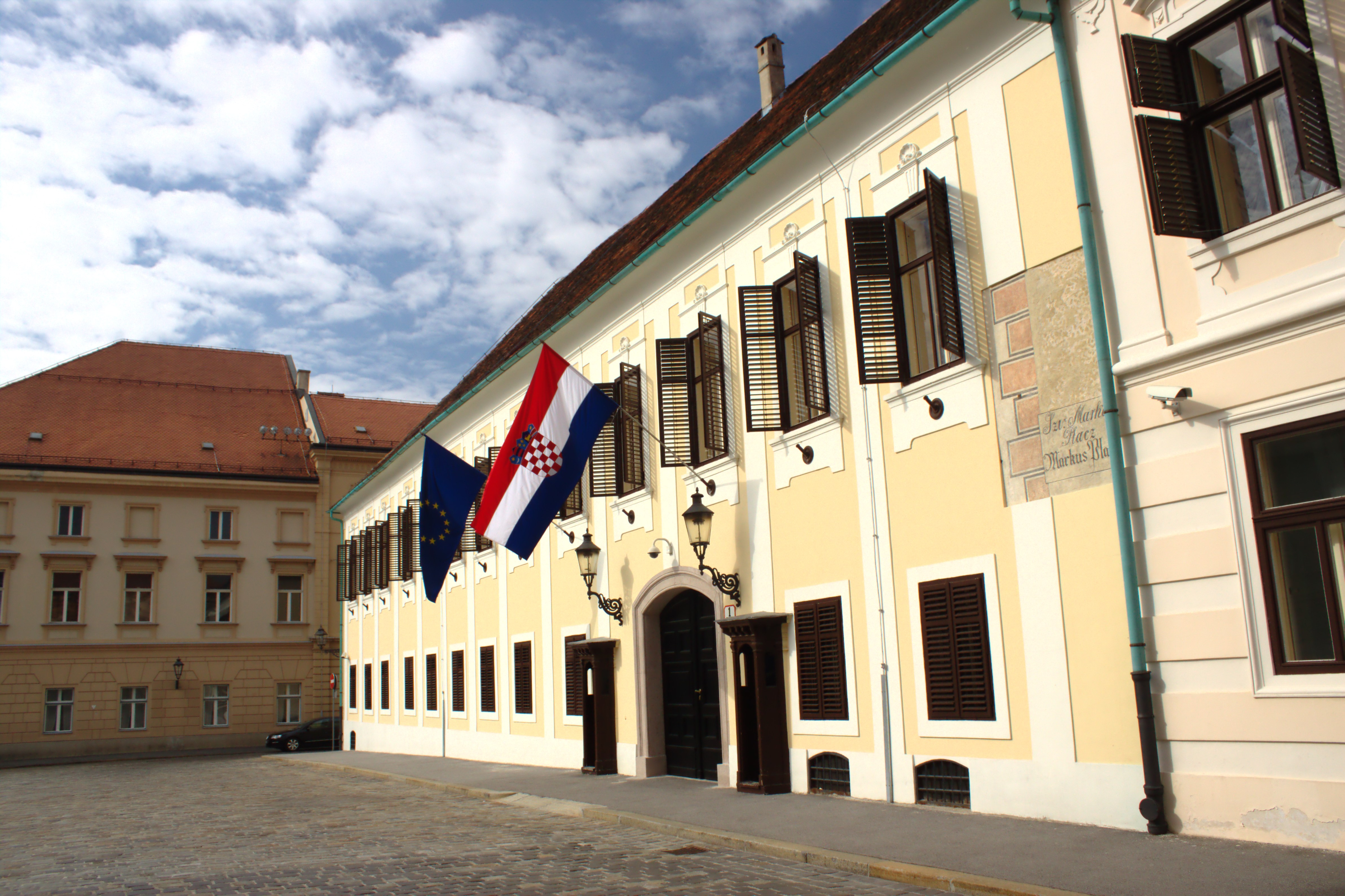
札格瑞布總督府，克羅地亞政府所在地

克羅地亞為單一民主議會共和制國家。自南斯拉夫聯邦的共產黨政權開始崩潰起，克羅地亞於1990年修改了憲法，並於同年進行了首次的多黨議會選舉。1991年10月8日，克羅地亞宣佈獨立，南斯拉夫正式解體。1992年，聯合國承認了新生的克羅地亞共和國。獨立之初，克國採用1990年版的憲法一段時間，施行半總統制；2000年，克國修憲改為議會制，奉行行政、立法、司法三權分立原則。
總統為克國國家元首，直接透過選舉產生，任期為五年，不得超過兩次連任。總統為武裝部隊最高總司令，以及在議會同意下任命總理的權力，對外交政策也有一定程度的影響。
總理則負責領導政府，下有4位副總理和17位各部會首長。政府負責提出立法建議、提出編列與結算國家預算之建議、執行外交、國內政策和議會通過的法律。政府決策部門設置於札格瑞布總督府。議會是一院制的立法機關，1993年時還根據1990年制憲法曾設置過「縣議院」，後於2001年廢除。議會議員為100到160人之間，皆由民眾選舉而來，任期為四年。議會開院時間為一年兩次，分別為1月15日至7月15日以及9月15日至12月15日。目前克國議會最大黨為「克羅地亞民主聯盟」與「克羅地亞社會民主黨」。
法律方面，克國深受奧匈帝國制度影響，為歐陸法系:110，有著由最高法院、州法院和縣法院組成的三審制系統。另設有處理憲法事務的「憲法法院」、處理貿易糾紛的「貿易法院」、審理違章行為的「違規法院」和裁決行政申訴的「行政法院」:134-136，負責執法的警察則由克國內務部統一管轄。近幾年來，透過如歐洲安全與合作組織一類的國際組織幫助，克國警察兵力逐漸自其在1996年4月18日創建時的角色進行轉型。2010年6月30日，克羅地亞的法律與歐盟主體法規——《共同体既存典章制度》正式接合，完成歐洲一體化法律面的程序。

### 行政區

克羅地亞的傳統地理大區劃分：
克羅地亞本部
達爾馬提亞
斯拉沃尼亞
伊斯特里亞

克羅地亞縣份劃分最初始於中世纪:131-138，劃分方式的變動也反映鄂圖曼對同一領土一連串失去、重獲控制，而改變了達爾馬提亞、杜布羅夫尼克、伊斯特拉半島等地的政治狀態。1920年代間，由於塞爾維亞人、克羅地亞人和斯洛維尼亞人王國（後改名南斯拉夫王國）引入州及省份（banovinas）的行政區劃制度，廢除了傳統的縣份劃分:429。
到了共產黨統治時代，克羅地亞作為南斯拉夫的加盟國，廢除了早期的行政劃分，並引入區政府制度，細分成大約為100個區政府。1992年，縣級區劃才又被重新引入，此時的克國環境已與1920年代初期大為不同，1918年時克國的外萊塔尼亞部份被劃為8個縣：別洛瓦爾、戈斯皮奇、奧古林、波熱加、武科瓦爾、瓦拉日丁、奧西耶克和札格瑞布，而1992年時則立法改設為14個縣:11。自從縣制度於1992年重新引入後，克羅地亞就劃分為20個縣和首都薩格勒布，後者同時具備市和縣的地位。克國的行政劃分後來還經過數次異動，目前是2006年制定下來的127個市和429個市鎮版本。
2007年初，克羅地亞為加入歐盟而採用其「地域統計單位命名法」，對國家行政區的劃分制定通用於該組織的規範，共分作三級：第一級以整個克羅地亞為一個單位、第二級則分作「西北克羅地亞」、「中、東部克羅地亞」和「亞得里亞克羅地亞」；「西北克羅地亞」為萨格勒布、札格雷布縣、克拉皮納-扎戈列縣、瓦拉日丁縣、科普里夫尼察-克里熱夫齊縣、梅吉穆列縣。「中、東部克羅地亞」為別洛瓦爾-比洛戈拉縣、維羅維蒂察-波德拉維納縣、波熱加-斯拉沃尼亞縣、布羅德-波薩維納縣、奧西耶克-巴拉尼亞縣、武科瓦爾-斯里耶姆縣、卡爾洛瓦茨縣和錫薩克-莫斯拉維納縣。「亞得里亞克羅地亞」為濱海-山區縣、利卡-塞尼縣、扎達爾縣、希貝尼克-克寧縣、史普利特-達爾馬提亞縣、伊斯特拉縣、杜布羅夫尼克-內雷特瓦縣。2012年後9月，克國修改地域統計單位命名法，將「西北克羅地亞」與「中、東部克羅地亞」合併。第三級則為上述各縣的個別劃分，共21個縣。另外還有規範「地方行政單位」，分作兩級：第一級為「地域統計單位命名法」第二級的縣和薩格勒布，第三級則細分到克羅地亞的城市和市镇。
| 縣                        | 首府             | 面積（平方公里） | 人口數  |
| ------------------------- | ---------------- | ---------------- | ------- |
| 別洛瓦爾-比洛戈拉縣       | 別洛瓦爾         | 2,652            | 119,743 |
| 布羅德-波薩維納縣         | 斯拉沃尼亞布羅德 | 2,043            | 158,559 |
| 杜布羅夫尼克-內雷特瓦縣   | 杜布羅夫尼克     | 1,783            | 122,783 |
| 伊斯特拉縣                | 帕津             | 2,820            | 208,440 |
| 卡爾洛瓦茨縣              | 卡爾洛瓦茨       | 3,622            | 128,749 |
| 科普里夫尼察-克里熱夫齊縣 | 科普里夫尼察     | 1,746            | 115,582 |
| 克拉皮納-扎戈列縣         | 克拉皮納         | 1,224            | 133,064 |
| 利卡-塞尼縣               | 戈斯皮奇         | 5,350            | 51,022  |
| 梅吉穆列縣                | 查科韋茨         | 730              | 114,414 |
| 奧西耶克-巴拉尼亞縣       | 奧西耶克         | 4,152            | 304,899 |
| 波熱加-斯拉沃尼亞縣       | 波熱加           | 1,845            | 78,031  |
| 濱海-山區縣               | 里耶卡           | 3,582            | 296,123 |
| 希貝尼克-克寧縣           | 希貝尼克         | 2,939            | 109,320 |
| 錫薩克-莫斯拉維納縣       | 錫薩克           | 4,463            | 172,977 |
| 斯普利特-達爾馬提亞縣     | 斯普利特         | 4,534            | 455,242 |
| 瓦拉日丁縣                | 瓦拉日丁         | 1,261            | 176,046 |
| 維羅維蒂察-波德拉維納縣   | 維羅維蒂察       | 2,068            | 84,586  |
| 武科瓦爾-斯里耶姆縣       | 武科瓦爾         | 2,448            | 180,117 |
| 扎達爾縣                  | 扎達爾           | 3,642            | 170,398 |
| 薩格勒布縣                | 薩格勒布         | 3,078            | 317,642 |
| 薩格勒布                  | 薩格勒布         | 641              | 792,875 |

### 外交

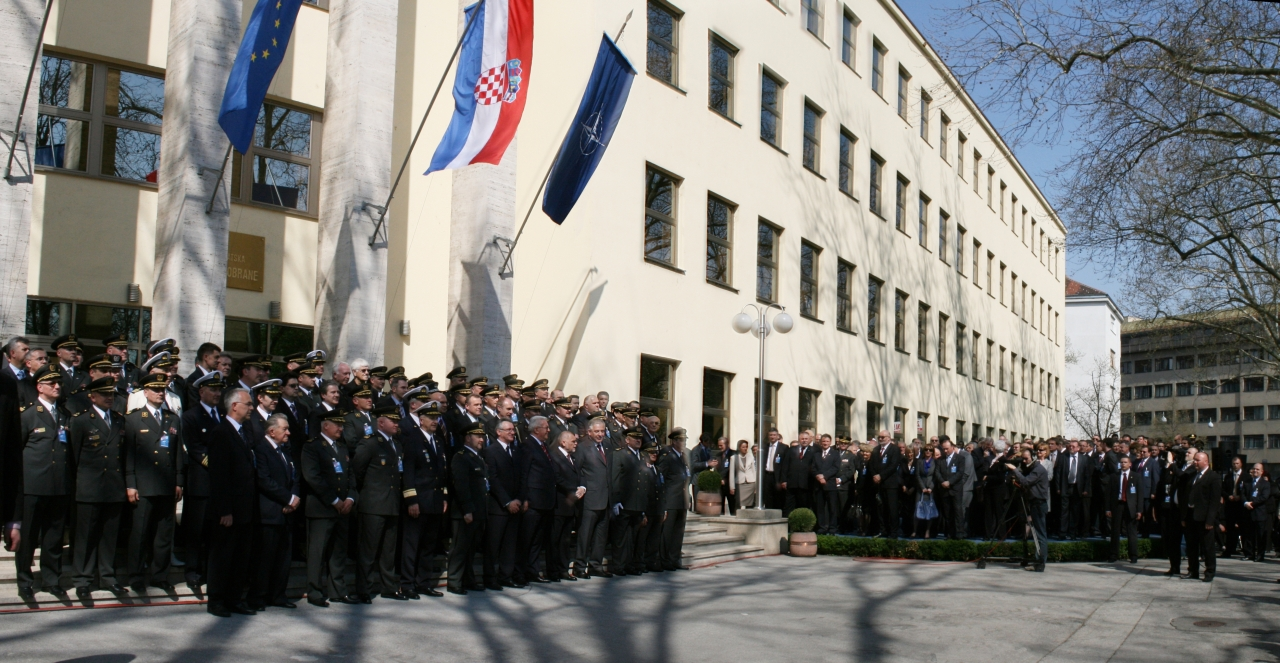
2009年，克國國防部進行升旗儀式，慶祝該國加入北約

克罗地亚现已與191個國家建立了外交關係。截至2019年，克國在海外共設有61個大使館、26個領事館和9個常駐外交使團，國內也駐有56個外國駐使館、70個領事館和多個海外國際組織辦事處，包括「欧洲重建和发展银行」、「國際移民組織」、「歐洲安全與合作組織」、「世界銀行集團」、「世界衛生組織」、「前南斯拉夫问题国际刑事法庭」、「联合国开发计划署」、「联合国难民署」與「联合国儿童基金会」等等。克國外交政策目標為加強與鄰國的關係、發展國際合作、促進克國經濟發展與樹立起現代化的民主歐洲國家之形象:314。
自2003年起，加入歐盟一直是克國外交首要的戰略目標。2011年12月，克羅地亞完成了與歐盟的談判，於同年12月9日簽署了入盟協議。標誌著克國自2001年簽署《穩定與聯合協議》、2003年正式申請加入歐盟的努力得到了結果。克國入盟的主要障礙為與鄰國斯洛維尼亞的邊界問題和就「前南斯拉夫問題國際刑事法庭」的戰犯引渡合作爭議，前者於2009年11月4日透過斯國人公投和其議會決定，簽署協議而獲得解決。後者的情況則是海牙國際法庭起訴多名在南斯拉夫內戰中犯下戰爭罪行、種族清洗的克國將軍，但這些人卻在國內被視為民族英雄，因此引起很大的爭議。經過雙方長期的談判後，海牙法庭最終僅提出五位戰犯，其中三人已自首、一人去世。2005年12月，最後一位戰犯安特·戈托維納也於西班牙被捕，進而獲得極大的進展:325-326。2013年7月1日，克羅地亞正式加入歐盟，成為其第28個成員國。2023年1月1日，克罗地亚正式加入欧元区和申根區。
克羅地亞另一個外交戰略目標為加入北大西洋公約組織；2000年，北約的「和平夥伴關係」計劃將克國涵蓋了進去，2008年時更邀請該國加入北約，2009年4月1日，克羅地亞正式加入北約。

### 軍事

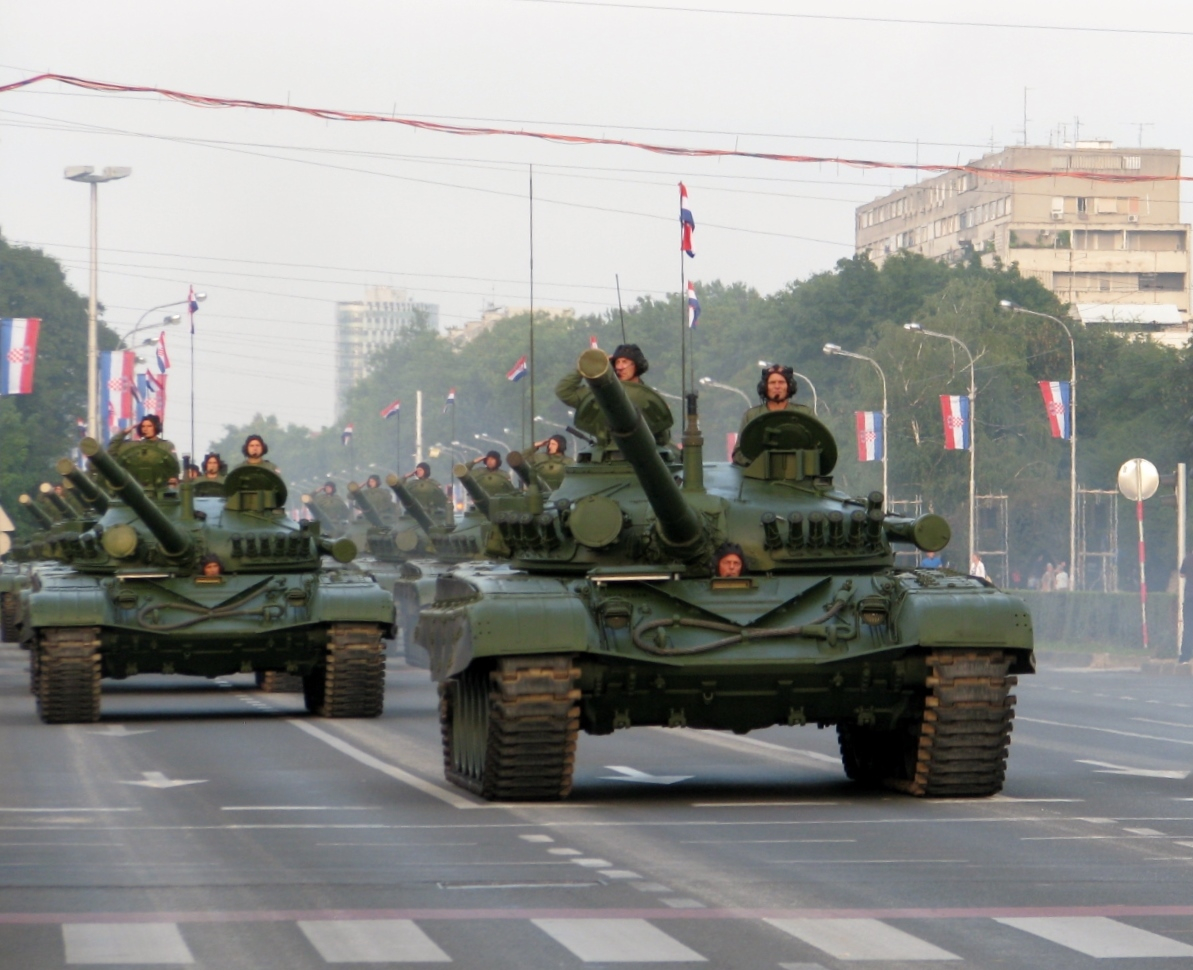
於2015年8月1日「勝利日 (克羅地亞)」閱兵的克羅地亞陸軍M-84戰車隊

克羅地亞的軍隊為「克羅地亞共和國武裝部隊」，由「陸軍」、「海軍」以及「空軍與防空軍」三軍組成。根據憲法，軍隊的職責為保衛國家主權、領土、獨立與憲法制度:243，最高統帥為總統，並根據議會的決定宣佈戰爭或締結和約:241。國防部與「國家安全委員會」為克國最高國防決策機構，總統也兼任委員會主席，可任命或解除軍事指揮員的職務。國防部下轄總參謀部，負責對軍隊進行指揮、訓練與管理，為國家最高軍事指揮機構，戰時總統可直接對總參謀部下達命令。
自1991至1995年的南斯拉夫內戰結束後，克羅地亞軍無論是規模還是國防預算都逐年下降，從1994年佔全国内生产总值11.1％的最高點降至2015年的1.38％（此一比例為世界排名第51位）。克軍很長時間裡都由大量的義務役士兵組成，而後為了加入北約，克國議會於2002年3月19日通過《國防法》、《武裝力量服役法》，確立軍隊的新一代指揮關係:253，並開始進行了多次裁軍、重組與專業化的軍事改革。2001年時，年滿18歲的克國青年皆需服為時九個月的兵役，後來在2008年時下修到僅需服役六個月。2008年1月，克羅地亞正式取消了徵兵制度。2009年4月，克羅埃西亞加入北約。截至2016年，克羅地亞軍共有21,500名正規軍人和102,700名後備軍人。
克國重視與世界其他組織發展多邊軍事關係，截至2011年4月，克羅地亞軍有120人參與聯合國維和部隊執行駐外任務，其中95名為駐戈蘭高地的聯合國觀察員部隊；同年，還有另外350人駐於阿富汗、20人駐於科索沃。
克羅地亞擁有頗為顯著的軍事工業，曾於2010年出口了價值相當於12,000萬美金的武器設備。在克軍使用的國產武器中，最具代表性的是「克羅地亞製造廠」所研製的HS2000半自動手槍以及由「杜洛·达克维奇特殊车辆制造厂」設計的M-84D主力戰車，克軍的制服與頭盔也不僅供本國部隊使用，亦成功外銷到他國。

## 經濟

### 發展情況

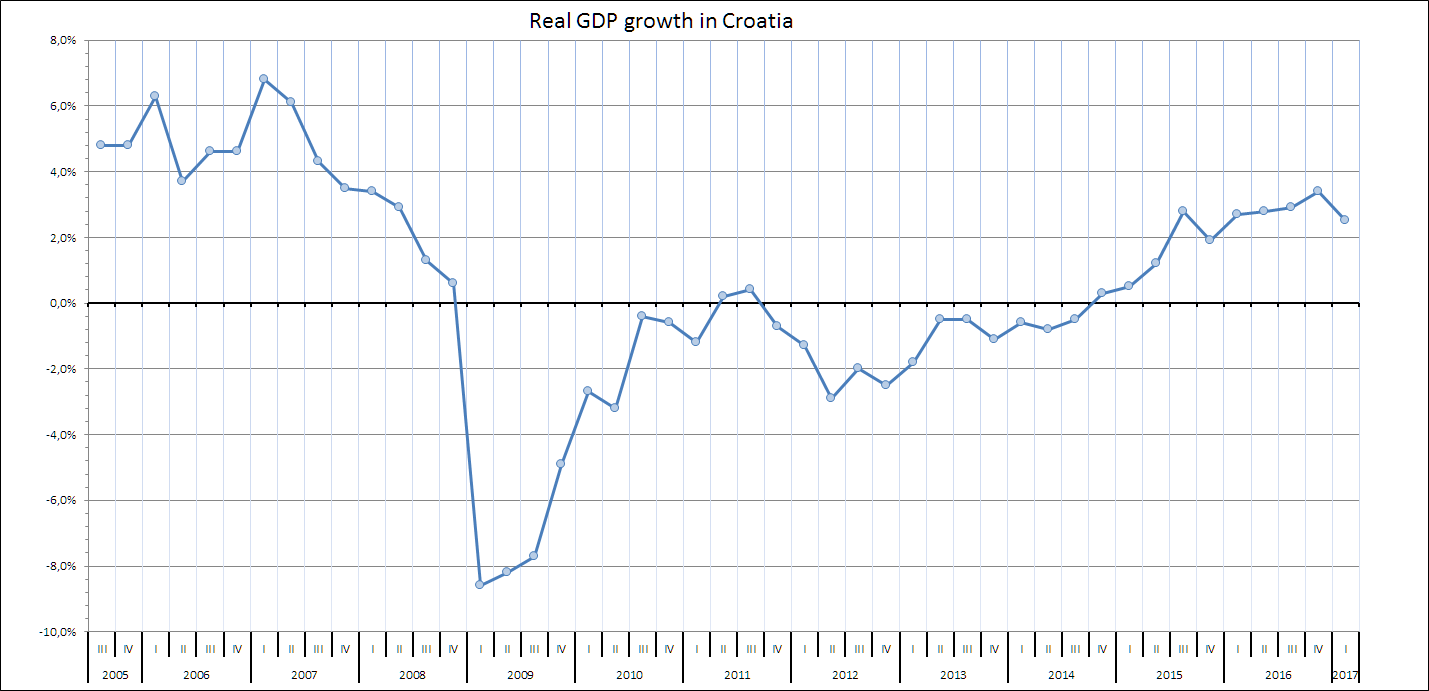
2005至2015年的克羅地亞国内生产总值成長比率

克羅埃西亞為高收入市場經濟體，國際貨幣基金組織統計克羅地亞於2013年的国内生产总值為國際匯率573.71億美元、人均13,401美元，而同年的购买力平价則為923.09億美元，人均购买力平价為21,791美元；根據欧洲统计局發布的資料，克羅地亞於2012年的人均国内生产总值僅達歐洲聯盟平均的61％。克罗地亚于2013年申请加入欧元区和欧盟单一市场的一部分，从2023年起，欧元代替克羅埃西亞庫納成为国家的官方货币。
克羅地亞於2007年国内生产总值實質成長率為6.0%.；2013年3月時，平均每月薪資為5,516庫納（988美元）。2015年6月，克國失業率達16.1％。
克國經濟以服務業為主，在2015年時約占国内生产总值69.1％，工業則佔26.7％，農業僅佔4.3％，勞動力分布則分別佔有70.4％、27.6％和1.9％。克羅地亞工業以造船、食品加工、製藥、資訊科技、生化與木材加工為主。2010年出口總額為649億庫納（86.5億美元），進口總額為122.3億美元，最大貿易夥伴的前五名為意大利（13.4％）、斯洛文尼亞（12.5％）、德國（11.4％）、波斯尼亞和黑塞哥維那（9.9％）和奧地利（6.6％）。
在1991年獨立戰爭爆發後，新的克羅地亞政府便開始展開激進的私有化，全力倒向市场经济。戰爭結束後，克國的基礎經濟設施受到很大的破壞，尤其是收入豐富的旅遊業。克國政府至今依舊控制國家經濟相當大的一部分，国内生产总值約有40％為其所佔。克羅地亞的經濟環境亦存在許多問題，不僅司法體系受到壓抑、公共行政效率低和貪腐問題等等。2011年，「國際透明組織」發布報告，克國的清廉印象指數為4.0，排名世界第66位，克國另一個經濟隱憂是國債問題，時至2015年，克國的國債已增至485億美金，約為國內生產總值的85.1％。

### 旅遊業

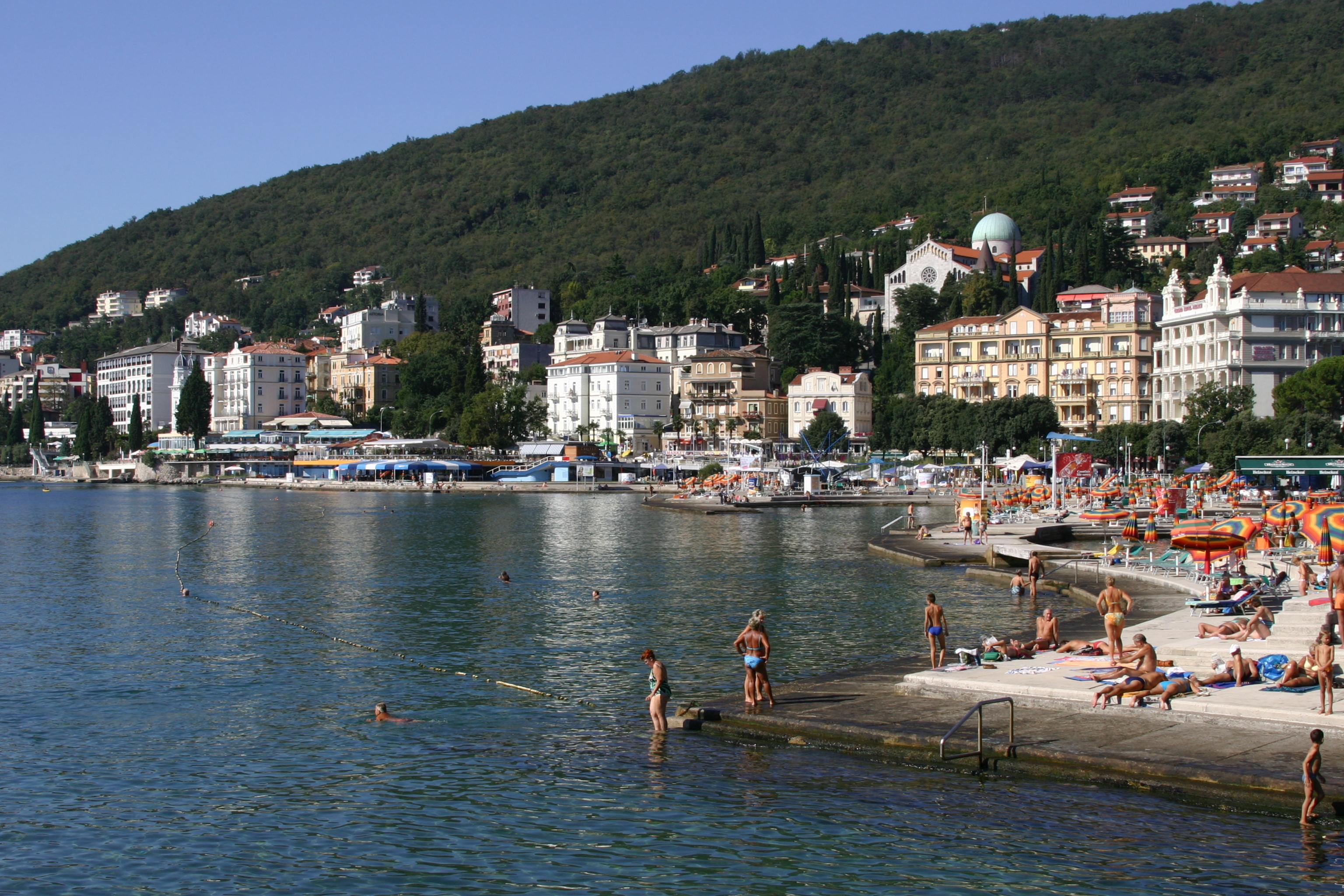
奧帕蒂亞是克羅地亞最早發展旅遊業的城市

旅遊業在克羅地亞的經濟扮演非常重要的角色，約佔國民生產總值中的20％，在2014年全年相關收入為74億歐元，影響了全國的零售業、加工業訂單和夏季季節性就業。由於旅遊業有效減少了國家的貿易失衡，而被認為是項出口產業。自克羅地亞獨立戰爭結束後，該國的旅遊業快速發展，遊客數上升為四倍，2014年時約有1,162萬國外旅客造訪:443。前往克羅地亞的遊客最多的國家前五名分別為德國、斯洛維尼亞、奧地利、捷克和意大利:446。
旅遊的相關產業都集中於亞得里亞海沿岸，於1890年建成的奧帕蒂亞的「豪華酒店」是與杜布羅夫尼克的「帝王酒店」是克國境內最早建成的第一批旅店:200，之後沿著亞得里亞海岸和小島群各個渡假地大量地出現，出現了從大眾旅遊、餐飲到小眾市場的各種觀光服務，由於碼頭眾多和超過16000個泊位，航海旅遊尤其發達，沿海深具吸引力的中世紀城市與豐富的文化活動也使得文化旅遊在暑假期間頗為興盛。內陸地區也提供了如山地度假區、農業旅遊和溫泉等旅遊服務，如扎格瑞布就是內陸地區代表性的觀光都市，足以與沿海地區相媲美。克羅埃西亞被《福布斯》列於2020年退休宜居國的名單中。

### 基礎設施

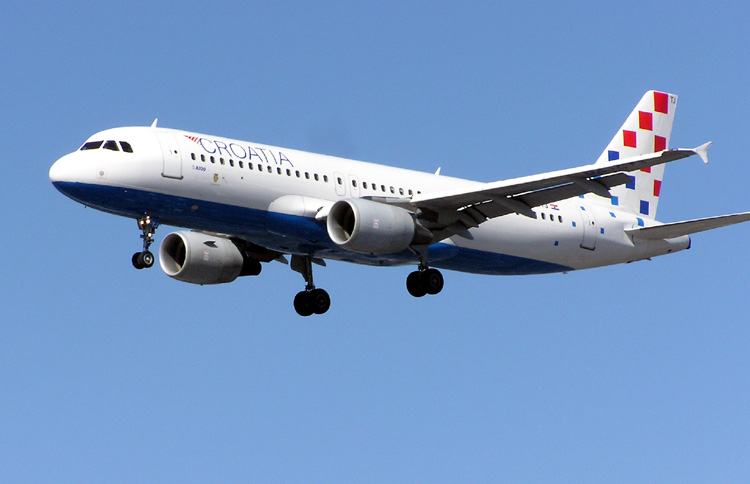
「克罗地亚航空」的「空中客车」客機

克羅地亞近期將基础设施的發展重點放在高速公路網上，於1990年代後期至2000年代大規模建設。時至2011年9月，克羅地亞完成了超過1,100（680英里）的高速公路，連結了萨格勒布到全國大部份地區以及欧洲高速公路和4條「泛歐走廊」:49-65。克國流量最大的高速公路是國道A1號，這條路連結了萨格勒布到斯普利特和橫貫斯拉沃尼亞與克羅地亞西北部的國道A3號。克國境內的國道交通網路連結了全部的主要人口居住地，其高速公路高品質和高安全性，並通過了「歐洲隧道評估計劃」（European Tunnel Assessment
Program）和「歐洲測試」（EuroTest）的要求。
克羅地亞有著廣泛的鐵路網，截至2014年，其鐵路總長為2,604（1,618英里），其中970（600英里）電氣化、254（158英里）為雙軌鐵路:370，最重要的鐵路是分別通過「泛歐走廊」的「第五B號」（里耶卡至布達佩斯）和「第十號」（盧比安納至貝爾格勒）這兩條，而且它們都有經過首都萨格勒布:49-65。克國的所有鐵路皆由國營企業——「克罗地亚铁路」營運。
克國共有萨格勒布、扎達爾、史普利特、杜布罗夫尼克、里耶卡、奧西耶克和普拉等七處国际机场。
克羅地亞最繁忙的貨運港口是里耶卡港，客運港口則為斯普利特港和扎達爾港，另外還有定期渡輪航線與意大利沿海城市相連結，眾多的小型港口也以此連結著克國的島嶼與沿海城市。克國最大的內河港口為多瑙河畔的武科瓦爾，為該國通往「泛歐走廊」第7區的出口:49-65。
克國國內有長達610（380英里）的输油管道，連結著里耶卡港的油庫一直到里耶卡和錫薩克的煉油廠和數個轉運碼頭，該系統每年運輸量約有2000萬噸。天然氣運輸系統則有2,113（1,313英里）長，分為主管線和區管線，並有超過300個相關設施連接著鑽井台、奧可里當地的天然氣儲存庫、27個終端用戶和37座分發系統。
2013年時，克國的初級能源生產結構中天然氣佔了38.2％、原油佔了12.4％、木材燃料14.3％、水力30.5％:325。2014年時，克國的總電力產量達到13,082千兆瓦，另外還有約28.5％來自進口:322。克國進口的電能主要來自於斯洛維尼亞的克爾什科核電廠，克國國有企業「克羅地亞電力公司」擁有該核電廠50％的經營權，該廠約供應了克國15％的電力。

## 社會

### 族群與信仰

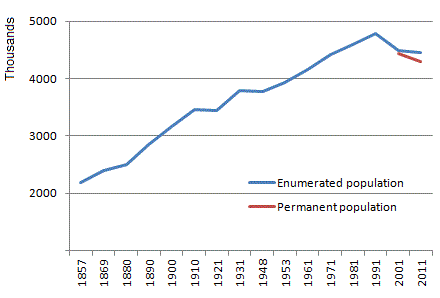
1857至2011年的克羅地亞人口成長統計圖

截至2014年12月31日，克羅地亞共有4,225,316人口，人口密度為每平方公里75人，2012年時國人預期壽命為78歲，2014年的总和生育率則為每位母親扶養1.46名子女，為世界上最低的一個國家:122。根據目前的出生率與移民比率，克羅地亞中央統計局估計克國人口將在2051年時降至310萬人。克國自1857年第一次人口普查的218.2萬人穩定上升到1991年的最高峰——478.4萬人:18。克國在1970年代完成了人口轉換，至今國家人口已呈現負成長:29-56，因此近幾年來克國政府倍感壓力，逐年增加40％的外籍勞工配額，同時也試著推出移民政策，試圖吸引移出者回國:57-75。
克國人口減少的原因主要有四：首先是歷經獨立戰爭和世界大戰的戰後嬰兒潮，造成出生率上升，隨後即急遽下降；二是人口預期壽命的延長；三為大量青年移民國外:19；四則是獨立戰爭造成大量的平民流離失所、遠走他鄉。1991年時，在克國境內的塞爾維亞人居住地區裡，超過40萬的克羅地亞與非塞爾維亞人為逃脫塞人的暴力威脅而被迫遷移。1995年，獨立戰爭最後幾天時，超過12萬的克籍塞爾維亞人（另一說為20萬）在克軍發動「暴風行動」抵達前逃離了國家。戰爭結束後十年期間，總計超過30萬的克籍塞爾維亞難民也僅有約117,000人返回克國。據估計，總共約有200萬克羅埃西亞人生活在其他國家:21。
克國民族構成略為複雜，根據2011年克國中央統計局的資料，全國人口有90.4％為克羅地亞人:116，是前南斯拉夫各共和國中民族最為單一的，但少數民族多樣，包括塞爾維亞人（4.4％）和共佔剩餘5.2％的波士尼亞人、匈牙利人、意大利人、斯洛維尼亞人、德國人、捷克人、羅馬尼亞人和阿爾巴尼亞人等不同民族:116。目前仍定居於克羅地亞的大部分塞爾維亞人都從未居住在獨立戰爭中塞族軍隊的佔領區，而戰爭結束後回歸的塞族人也只有部份重新安置於故居，其他部份地區則被配發給從波黑的塞族共和國逃出來得克羅地亞難民。
克羅地亞人主要信仰基督教，其中天主教為多數，比率約86.3％，第二是4.4％的東正教及0.6％其他基督教派別。尚有1.5％伊斯兰教和0.4％其他宗教信仰者，以及有6.7％的人為無神論或不可知论者。

### 語言
克國的官方語言為克羅地亞語，在加入歐盟後也跟著成為該組織的第24種官方語言。克國法律也有規定少數民族可在特定條件下使用捷克語、匈牙利語、意大利語、魯塞尼亞語、塞爾維亞語和斯洛伐克語這些少數民族的語言。
1961至1991年期間，克羅地亞的官方語言是塞尔维亚-克罗地亚语。在共產黨政府統治期間，克國人總將自己的語言定名為「克羅地亞-塞爾維亞語」，而不是「塞尔维亚-克罗地亚语」或「克羅地亞語」。克羅地亞語和塞爾維亞語的差異長時間一直是爭議焦點，當時南斯拉夫官方並不承認這兩種是不同的語言，而是視為東西兩方、使用拉丁字母和塞尔维亚语西里尔字母的同一種語言。具有標誌性的一次事件是1967年克羅地亞、塞爾維亞和黑山的文化部達成協議出版了一部權威性的塞尔维亚-克罗地亚语辭典時引爆克國知識界的極大不滿，後者聲稱這部著作中將許多常見的克羅地亞字彙不是排斥，就是被當作方言處理，連發音都以塞爾維亞讀音為正宗，引起了克羅地亞人的文化危機意識，批評此為塞爾維亞沙文主義的表現、企圖抹殺克羅地亞的民族性:26-27。
根據2011年的統計報告，95.6％的克羅地亞人以克羅地亞語為母語、1.2％為塞爾維亞語，其餘的各種語言使用者則都不超過克羅地亞總人口的0.5％。克羅地亞語是南斯拉夫語系的一支，大部分的克語詞彙自印歐語族斯拉夫分支所衍生而成，書寫使用的是拉丁字母，有三種主要方言：「什托」、「卡伊」和「查」。「什托」使用範圍較廣，與標準克語相似，而「卡伊」和「查」的差別在於詞彙、音位學和语法学的不同。根據2009年的調查，有78％的克羅地亞人聲稱至少會一種外語，而欧洲联盟委员会2005年報告指出，有49％的克國人選擇英语作為第二語言、34％為德语和14%的意大利语。

### 教育體制

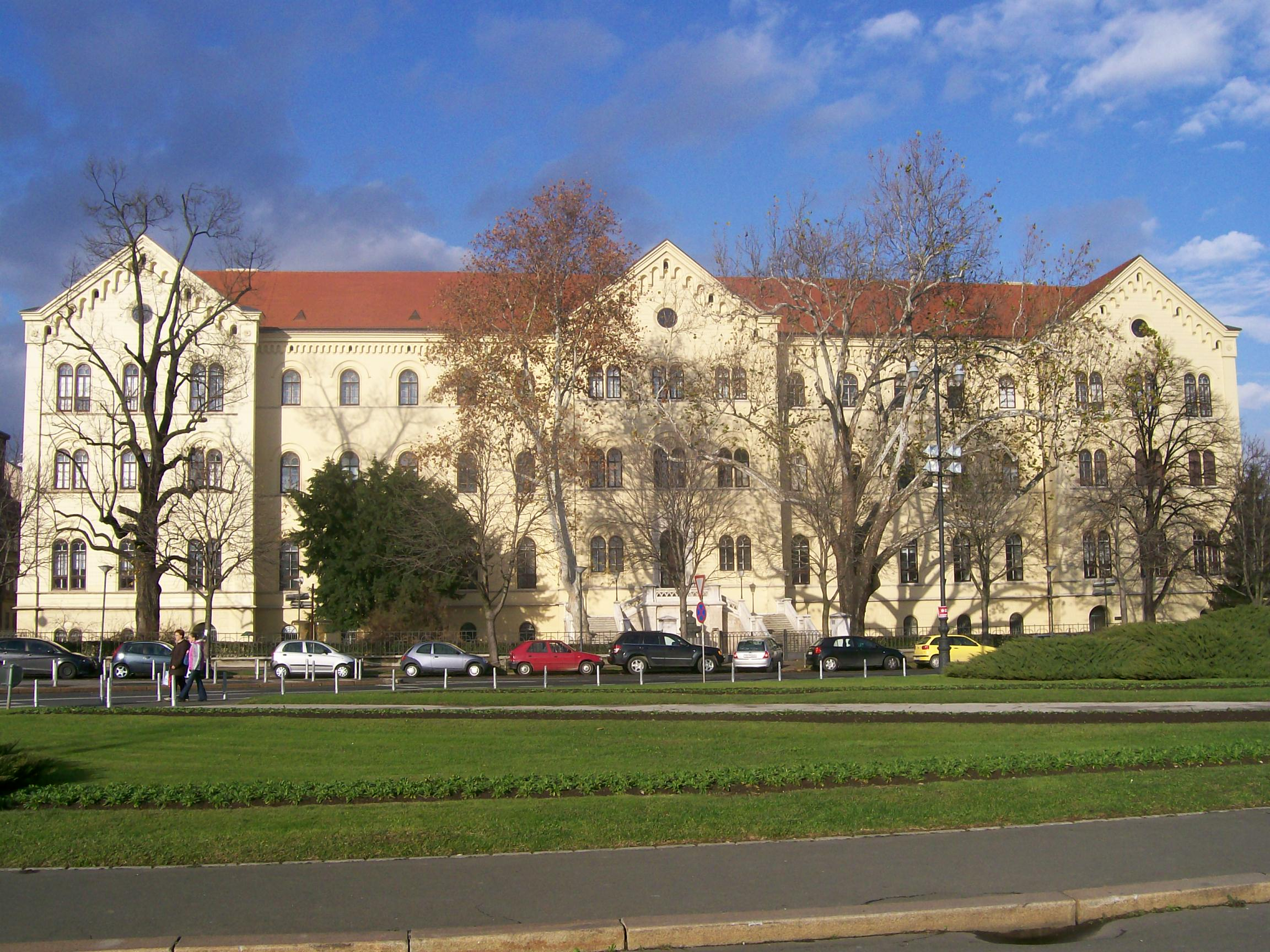
萨格勒布大学是克羅地亞最大的大學

克羅地亞國民識字率達99.2％。根據2010年8月出版的《新闻周刊》就不同國家生活品質所作的一份世界調查，將克國的教育系統排名為世界第22名，與奧地利同位。克國的小學教育自六、七歲開始，分成八個學級，2007年時又通過一項法律，增加免費的、非義務性的教育到18歲為止。中學教育則提供「文理中学」和「高級職業學校」兩種。截至2010年，克國共有2,131所小學和713所學校提供各種中等教育，在初級和中等教育上克國允許使用多種少數民族語言，包括捷克语、匈牙利语、意大利語、塞爾維亞語和德語:522。
截至2014年，克國有2060所初等和53所中等教育的藝術學校、75所供肢體傷殘兒童和青年、73所供成人就讀的特殊學校:518-519。2009至2010年間還引入了適用全國中等教育學生的畢業會考制度，考科包括三門必修科目（克羅地亞語、数学和外語）和選修科目，為接受高等教育的先決條件。
克羅地亞共有八所大學：萨格勒布大学、斯普利特大學、里耶卡大學、奧西耶克大學、扎達爾大學、杜布羅夫尼克大學、普拉大学和杜布羅夫尼克國際大學。
扎達爾大學是克羅地亞第一所大學，成立於1396年，而後營運至1807年由其他高等教育機關接收，直至2002年才再度以「扎達爾大學」為名重新建立。萨格勒布大学成立於1669年，是東南歐最古老、持續營運至今的大學。截至2014年，克羅地亞共有133所高等教育學校，提供超過16萬名學生學習:523。
另外，2013年時共有253家企業、政府、教育與非營利組織為克羅地亞科研系統服務，投入經費約260億庫納、聘僱9,308名全職科研人員:535。目前克國最大的科學研究機構為萨格勒布的羅傑·博什科維奇研究院。

### 公共衛生

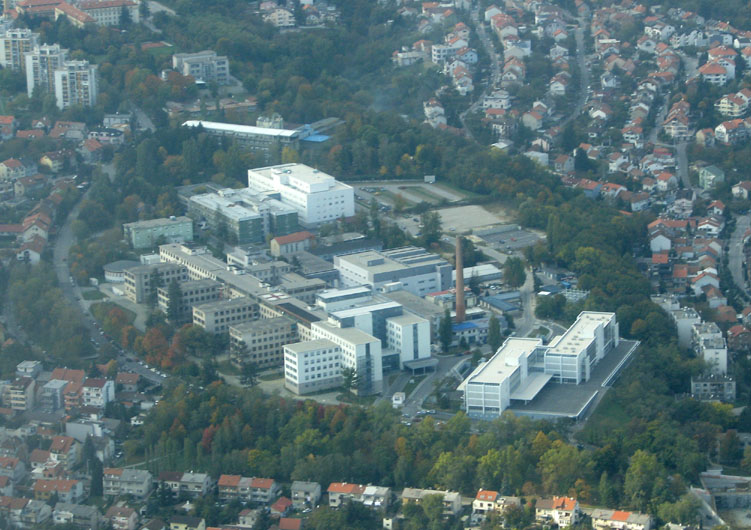
萨格勒布中央醫學大學

克羅地亞有一套完整的全民健康保險系統，可追溯至1891年的匈牙利-克羅地亞議會法令，規定所有的工廠工人和工匠們都必須納入的一套強制保險制度:135-159。2011年時，醫療保健的支出僅佔私人醫療保險和公共支出的0.6％，而醫療保健的總支出佔國內生產總值的7.9％。根據2013年的世界衛生組織的資料，克羅地亞人預期壽命為男性75歲和女性81歲，每人平均衛生健康相關支出為1,517美金。
克羅地亞國內有著數百個醫療機構，包括79座醫院和23,967個病床，醫治了超過74萬病例，聘僱了5,205名醫師，其中有3,929名專科醫師，總計共有41,271名醫療工作者。另外，2011年後，中央的緊急醫療服務單位被撤除，由各縣相應機關提供其服務，2014年時共有92處縣級緊急醫療服務單位:565。截至2013年，克國人的主要死因為心血管疾病，約佔男性死因中的41.8％與女性的54.3％，第二大死因為惡性腫瘤，佔男性32.1％和女性23.6％:124。截至2014年，克國共有22名愛滋病患者，其中4人已死亡:569。

## 文化

### 總論

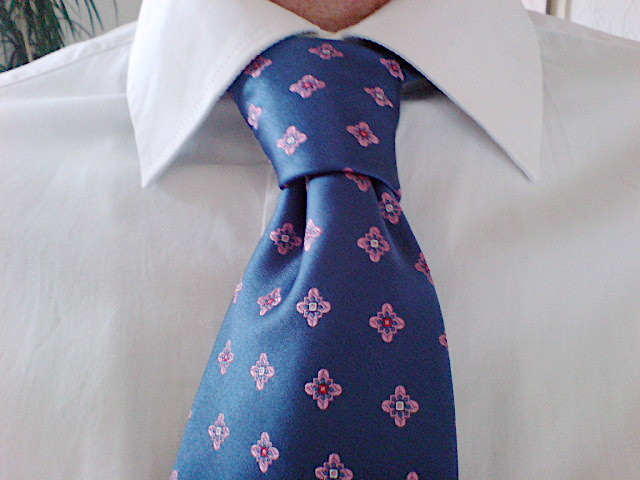
领带是源自17世紀克羅地亞的一種服飾

克羅地亞的地理位置造就其涵蓋了四種文化的交融，包括東西兩方的拜占庭帝国和西羅馬帝國，以及中歐和地中海文化。十九世紀盛行的「伊利里亞運動」是克國文化發展史的重要時期，不僅解放了克羅地亞人的語言，還擴散到文化藝術等多種領域，多位重要的文化人士也跟著崛起:6-17。
克國由文化部負責維護國家文化和自然遺產，並監督其發展，而更進一步支援文化事務則交由各地方政府推行。克羅地亞共有7個景點被列入聯合國教育、科學及文化組織的《世界遺產名錄》，並有高達10項非物质文化遗产，與西班牙相同，超過其他所有歐洲國家。克羅地亞還有一個風行全世界的文化特產——領帶，起初是克羅地亞人的男人在出征前由妻子或女朋友繫在脖子上的方巾，以示對他們的支持和鼓勵，而到了17世紀上半葉的「三十年戰爭」，克羅地亞作為法國盟友派出軍隊，脖子上有著獨特裝束的士兵們引起巴黎婦女們的注意，從而推廣到全世界，變成現在的領帶，也因此在德語、法語、葡萄牙語、意大利語等歐洲語言中，「克羅地亞」一詞也有代指領帶之意:103-120:32。
截至2014年，克羅地亞全國有93座專業劇院、24座專業兒童劇院和55座業餘劇院，每年有147萬人次前往觀看，年播放159部電影，票房共超過408萬人次。全國共有52個專業樂團、合唱團和唱詩班，每年吸引524,000人前往觀看:544-545。截至2012年，全國有181座博物館，約228萬人造訪:548。另外，截至2013年，克國共有1,781座圖書館，收藏2614萬冊書:550，在2014年時還有19座檔案館:551。2010年，克羅地亞全國共有超過7,300種書籍和冊子被印刷出版，連同包括2,678種雜誌和267種報紙:543。2014年時，全國有138個電台和26家電視台:543。
克羅地亞是一個性別平等、高人类发展指数的國家，在同性戀議題上，克國自2014年7月起承認同性伴侶的民事結合，給予平等的繼承權、稅收減免和有限的領養權，然而根據2013年的修憲公投結果，法理上的婚姻只能在「一男一女」的條件下成立。

### 文學藝術
克羅地亞的建築藝術受到周遭國家的影響至深，北部與中部地區的建物反映了奧地利與匈牙利、沿海的達爾馬提亞以及伊斯特里亞則為威尼斯的風格:51-52。克國的建物特點為形式規劃整齊，各城鎮以文化英雄命名的大型廣場、公園、行人專用道皆為如此，如瓦拉日丁和卡爾洛瓦茨兩者即用採大規模的巴洛克風格來規劃整座城市，反映出新艺术运动充分影響了當代建築的風格:241-264。沿岸都市方面，克羅地亞一直受到意大利的影響，維持著羅馬式建築風格，直到後來威尼斯崛起和文藝復興的風潮才改變，當時的建築師中以乔治·达·塞贝尼科和尼科洛·迪·乔瓦尼·菲奥伦蒂诺兩人最具代表性，現今被列出「世界遺產」的希贝尼克圣雅各伯主教座堂即出自前者的設計。目前克羅地亞保存下來的最古老建築物是9世紀的教堂，最大和最具代表性的是聖多納圖斯教堂。
除了建築外，克羅地亞的各種藝術也有著中世紀至今的悠久歷史，以雕塑來說，最著名的是萨格勒布的聖馬爾科大教堂的南門，刻有哥德式的聖徒雕像，聖老楞佐主教座堂也被認為是中世紀雕塑藝術的典範:290。後來克羅地亞的大部份地區都被捲入了與鄂圖曼土耳其的百年戰爭，未被捲入的沿海地區成了文藝復興的主要發展地，在鄂圖曼帝國的衰落後，克羅地亞地區的洛可可與巴洛克艺术才跟著出現。19世紀與20世紀，在如約瑟普·尤拉伊·史特羅斯梅爾這類的藝術喜好者的幫助下，克羅地亞的藝術家們有了繁榮的發展:70-73。在歷經二次大戰後，克羅地亞也跟著迎合當時的反法西斯、民族解放熱潮而有了大量相關題材的作品，其中法尼亞·拉達烏什為這一時期雕塑家的代表人物:291。
克爾克島的「巴斯卡碑文」是迄今為止被發現最古老的克羅地亞散文，以格拉哥里字母撰寫，時間為西元1100年。克羅地亞文學在文藝復興時期蓬勃發展，其著名的文學家包括被尊為「克羅地亞文學之父」的詩人马尔科·马鲁利奇、杜布羅夫尼克文藝復興文化代表的劇作家馬林·德爾日奇、巴洛克詩人伊萬·貢杜里奇、伊利里亞運動時期的詩人伊萬·馬祖拉尼奇、小說家、劇作家兼詩人的奧古斯特·舍諾阿、詩人兼作家的安頓·古斯塔夫·馬托什、詩人安頓·布朗克·希米奇、表现主义和现实主义派作家米罗斯拉夫·克尔莱扎、詩人汀·烏耶維奇、小說家伊沃·安德里奇常被認為是克羅地亞文學界中最出色的人物，他的《德里納河上的橋》令其獲頒1961年的諾貝爾文學獎。

### 媒體
克羅地亞憲法保障了人民新聞與言論的自由；提倡新聞自由的非政府組織——「無國界記者」將2010年的克羅埃西亞「新闻自由指数」排名為世界第62名。「克羅地亞通訊社」是全國唯一的國營通讯社，總部設於萨格勒布，由政府任命的社長和議會選出的10名委員管理:307。

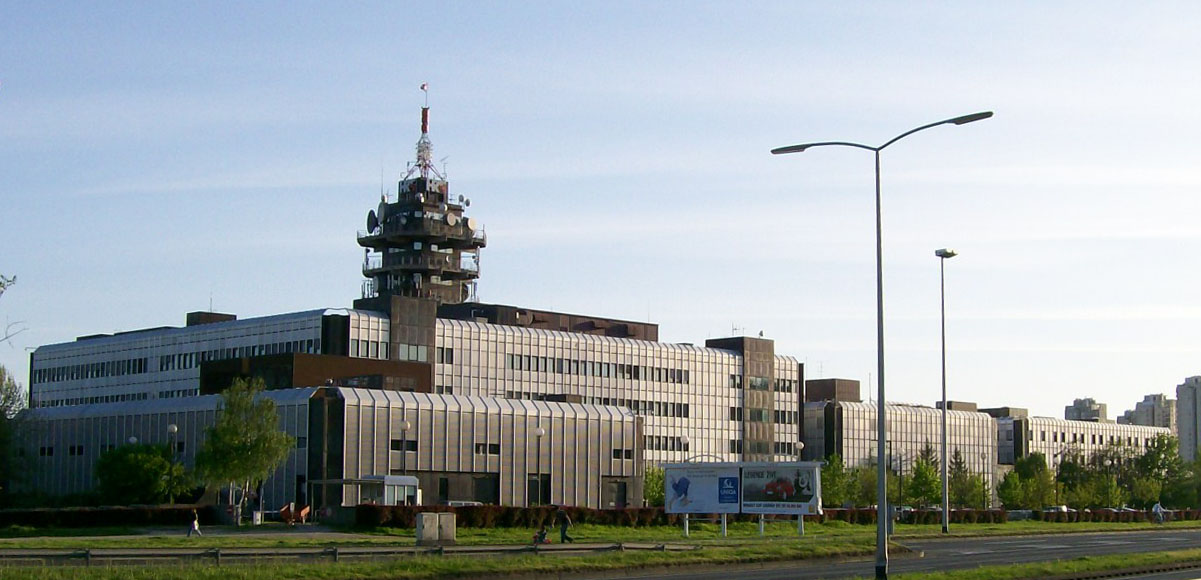
薩格勒布廣播電台，現在隸屬於「克羅地亞廣播電視」，是東南歐的第一個公共廣播電台

然而儘管憲法有明確的保障，根據監視全球的新聞自由程度的獨立非政府組織——「自由之家」的報告，克羅地亞自2000年以來也不過就「部份自由」的級別，在196個國家中也僅排名第85位，而在2011年，「自由之家」的報告表示克國為加入歐盟而將改善了法規制度，但同時也指出部份政治家仍會試圖阻礙調查報導和動員影響力去干涉新聞內容，國民要取得公開資訊困難，而大部分的印刷市場都被掌握在德國所有的「歐洲通訊」和奧地利所有的「施蒂里亞傳媒集團」手中。國際特赦組織在2009年的報告中也指出，克羅地亞對記者的人身攻擊和謀殺案有所增加，這些受害記者大部分是對戰犯或組織犯罪調查者
。
截至2014年5月，克羅地亞共有11個全國放送的免費電視頻道接收的DVB-T電視頻道，分別為「克羅地亞廣播電視」的4個、「RTL電視台」的3個、「Nova TV」的2個、克羅地亞奧林匹克委員會和「創作家有限公司」（Author d.o.o.）各一個，另外還有地區性的21個DVB-T電視頻道，「克羅地亞廣播電視」也會播出衛星電視頻道。截至2014年，克羅地亞共有138個廣播電台和26個電視台:543。有線電視與IPTV網路也正逐漸為克國人所接受，2010年時已有45萬人收看，相當於全國人口的一成。
截至2010年，克國共出版了267種報紙和2,676種雜誌:543，印刷媒體市場主要由「歐洲通訊」和「施蒂里亞傳媒集團」所把持，其旗艦出版品為《早報》、《晚報》和《二十四小時》 ，其他較具影響力的報紙有《新報》、《自由達爾馬提亞》與公營報紙《信使報》。根據2013年的調查，《二十四小時》是最廣泛閱讀的報紙，其次是《晚報》和《早報》:141。
克羅地亞的電影工業規模小、仰賴政府的補助，主要由文化部和克羅地亞廣播電視聯合製作。每年舉辦的普拉電影節是克羅地亞重要的年度電影展，在國內外享有著名聲譽，克國最為成功的電影製作人是杜尚·武科蒂奇，其作品《代用品》曾獲得1961年的奥斯卡最佳动画短片奖。

### 飲食

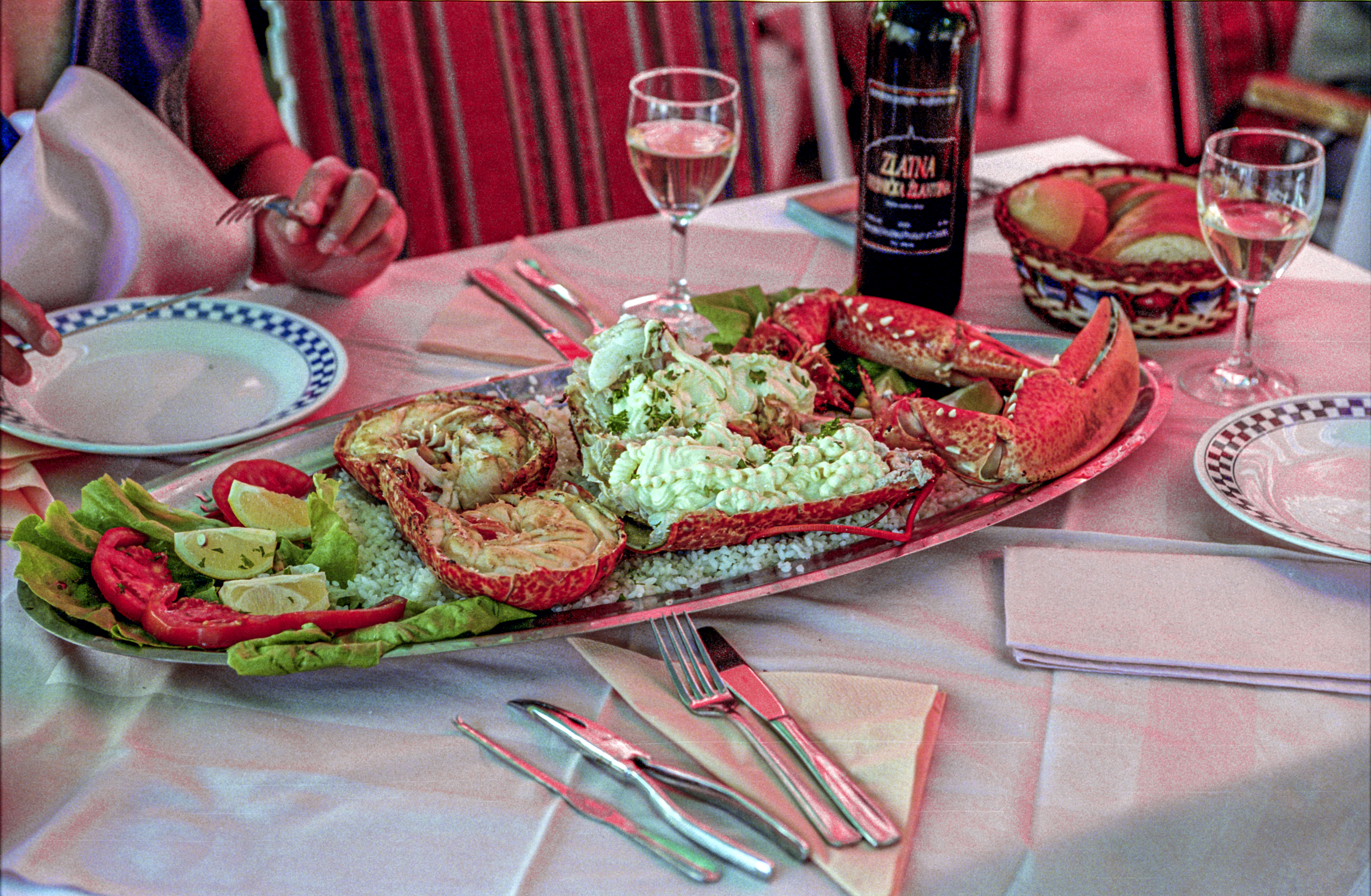
達爾馬提亞的龍蝦料理

克羅地亞的飲食文化有著區域差異，以沿海的達爾馬提亞和伊斯特拉半島來說，就是受意大利和其他地中海飲食的影響，著重於料理各式海鮮、蔬菜和意式麵食，並搭配如橄欖油和大蒜一類的調味料。內陸部份則是受到匈牙利、奧地利和土耳其的飲食文化影響，偏好肉類、淡水魚和蔬菜料理。
克國有兩個不同的葡萄酒生產區。在該國東北部的大陸地區，尤其是斯拉沃尼亞生產大量優質的葡萄酒，特別是白葡萄酒。沿海北部的伊斯特拉和克爾克的葡萄酒則是和鄰國意大利相似，達爾馬提亞以南則是地中海風格的紅葡萄酒。克羅地亞曾為葡萄酒消費大國，後來到了18世紀末，因為建造了一家產量高的啤酒廠，克國人改為消費啤酒，根據2008年的統計，克國每人平均喝了83.3公升的啤酒，在世界上排名前15位。

### 運動

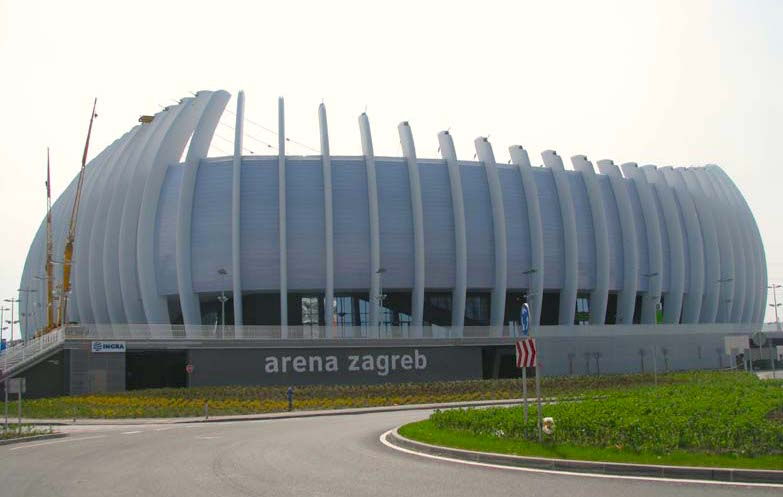
札格瑞布體育館，是2009年世界男子手球錦標賽舉辦地之一

克羅地亞是一個運動盛行的國家，全國約有40萬名現役運動員:159-171。足球是克羅地亞最受歡迎的運動，克羅地亞在獨立不久後，其國家代表隊於首次參加的世界盃賽事當中進入前四強，打敗荷蘭順利奪得1998年國際足總世界盃季軍，并分别在2018年和2022年世界杯奪得亞軍和季军，更培育伊万·拉基蒂奇，达沃·苏克，莫德里奇等球星。克羅地亞足球總會共有超過118000名登記選手，是該國最大的運動協會。克罗地亚足球甲级联赛是克國最受關注的專業體育賽事，僅2010至2011年間的賽季，就吸引了458,746人次入場觀看。
克羅地亞自1991年獨立後即積極參加各種國際賽事，截至2015年共贏得了34面奧運獎章，其中有10面金牌，奪金項目為2012年夏季奥林匹克运动会的铁饼、飛靶射擊和水球，1996年夏季奥林匹克运动会和2004年夏季奥林匹克运动会則是手球、2000年夏季奥林匹克运动会則為举重、2002年冬季奥林匹克运动会的高山滑雪就獲得了4面金牌、2006年冬季奥林匹克运动会則有3面獎牌。另外克國還曾贏取世界錦標賽的13面金牌，分別來自2007、2009年的世界田径锦标赛各1面、2003年世界男子手球錦標賽1面、2007年世界游泳锦标赛水球項目1面、2010年世界划船錦標賽1面、2003、2005年高山滑雪世界盃共6面、2011與2007年世界跆拳道錦標賽各1面等等，克羅地亞亦於2005年贏得了台維斯盃的總冠軍。
克羅地亞也曾舉辦過多場大型體育賽事，如2009年世界男子手球錦標賽、2007年世界乒乓球錦標賽、2000年世界划船錦標賽、1987年夏季世界大學運動會、1979年地中海运动会和多場欧洲锦标赛。1991年9月10日，克國政府成立了克羅地亞奧林匹克委員會，並於1992年1月17日為国际奥林匹克委员会所承認，以為參加了法國阿尔贝维尔所舉辦的1992年冬季奥林匹克运动会，這也是克羅地亞第一次以新獨立國家身份參加的奥林匹克运动会。

## 註解
1. ↑  根據10世紀拜占庭皇帝君士坦丁七世所著的《帝国行政论》，克羅地亞人在7世紀初移居到現在的克國境內，但此說法存在爭議，一般是推論在6到9世紀之間某個時段發生此一遷徙[7]:249-293。
2. ↑  根據君士坦丁七世的資料，克羅地亞人於7世紀開始基督化，但此說存在爭議，其他資料指出克羅地亞廣泛基督化是在9世紀才發生[19]:440-444。
3. ↑  舉例來說，由於基礎較佳，克國經濟發展效率高，南斯拉夫全國外匯有50％來自克羅埃西亞，但後者僅能支配其中10％，每年還要額外給付國內生產所值2％援助聯邦內較落後的共和國，而克國本身落後區就得不到如此的援助，因此對克國人民來說，中央政府總是在壓迫和犧牲自己的利益[20]:86。另外，1954年時，塞人與克人就使用語言——塞爾維亞語和克羅地亞語問題商討，認為這兩種僅使用的字母不同，因而達成協議，宣佈同屬塞爾維亞-克羅地亞語，但1967年3月15日，130位的克羅埃西亞的文學家發表《關於關於克羅地亞文學語言名稱和地位的宣言（英语：Declaration on the Status and Name of the Croatian Literary Language）》，表示塞語和克語並非同種語言，抨擊聯邦政府應保證克國有更多的自主權，可使用自己的語言[54]:317-318，而不被塞人進行文化同化、損害克語的純潔性。宣言引起塞克兩族激烈的爭議，也從而成為了克羅地亞知識份子主張民族獨立的開始[20]:87。

## 外部連結
- 官方网站
- 《世界概况》上有关Croatia的条目
- 中的“克罗地亚”
- 維基媒體的Croatia地圖集
- OpenStreetMap上有關克罗地亚的地理